# Independencia del Ecuador

Mapa geográfico histórico de la República del Ecuador por Enrique Vacas

La historia de la Independencia del Ecuador es una serie de hechos que sucedieron en el territorio que actualmente conforma la República del Ecuador y que causaron su separación del Imperio español, así como de la Gran Colombia. Tuvo como antecedente a la ilustración, con protagonistas como Eugenio Espejo. y Mejía lo que posteriormente conllevaría al proceso revolucionario de Quito y la convocatoria a las Cortes de Cádiz con la participación destacada de Mejía Lequerica y Olmedo. Este último después encabezaría la independencia de Guayaquil y ayudaría en la Batalla de Pichincha para lograr la independencia de Quito. Como consecuencia de dicho proceso, los territorios liberados serían anexados a la Gran Colombia conformando el Departamento del Sur, pero con varios problemas lo que causaría la oposición de Olmedo y Vicente Rocafuerte, y que finalmente desembocaría en su separación en 1830.

## Antecedentes: la Ilustración

### Las ideas ilustradas en la Audiencia
a Como principal antecedente de las revoluciones y guerras de la independencia se encuentra la ilustración, que en la Audiencia de Quito empezaría a partir de la misión geodésica. Alrededor de este proceso hubo muchas personas que estuvieron involucradas en distintas disciplinas. A juicio del historiador Jorge Núñez Sánchez, durante la ilustración se desarrollaron una serie de ideas que después desembocarían en la independencia: conciencia geográfica a través del mapa de Pedro Vicente Maldonado, conciencia patriótica a partir de la obra titulada Ideal del Reino de Quito por el oidor Juan Romualdo Navarro, conciencia histórica con la Historia del Reino de Quito de Juan de Velasco, conciencia económica a partir de la influencia de Miguel de Jijón y que con su participación en la Real Sociedad Económica Matritense de Amigos del País que serviría de inspiración para la creación de la Escuela de la Concordia en Quito, y por último la conciencia política a partir de Eugenio Espejo quien a través de una reinterpretación del derecho natural, basándose en los que se conocían como escolásticos protestantes, Hugo Grocio y Samuel Pufendorf, desarrolló su reforma política que lo difundía a partir de sus periódicos que surgieron con la primera imprenta que había llegado a la audiencia a mediados del siglo XVIII. Reflexiones fue enviada a Madrid, donde fue incorporada como apéndice a la segunda edición del tratado Disertación médica (1786) de Francisco Gil, miembro de la Real Academia Médica de España. Sin embargo, en lugar de obtener reconocimiento, Espejo hizo enemigos, porque su obra criticaba a los médicos y sacerdotes a cargo de la salud pública en la Real Audiencia por su negligencia, y se vio obligado a abandonar Quito.

### La Sociedad Patriótica y Eugenio Espejo

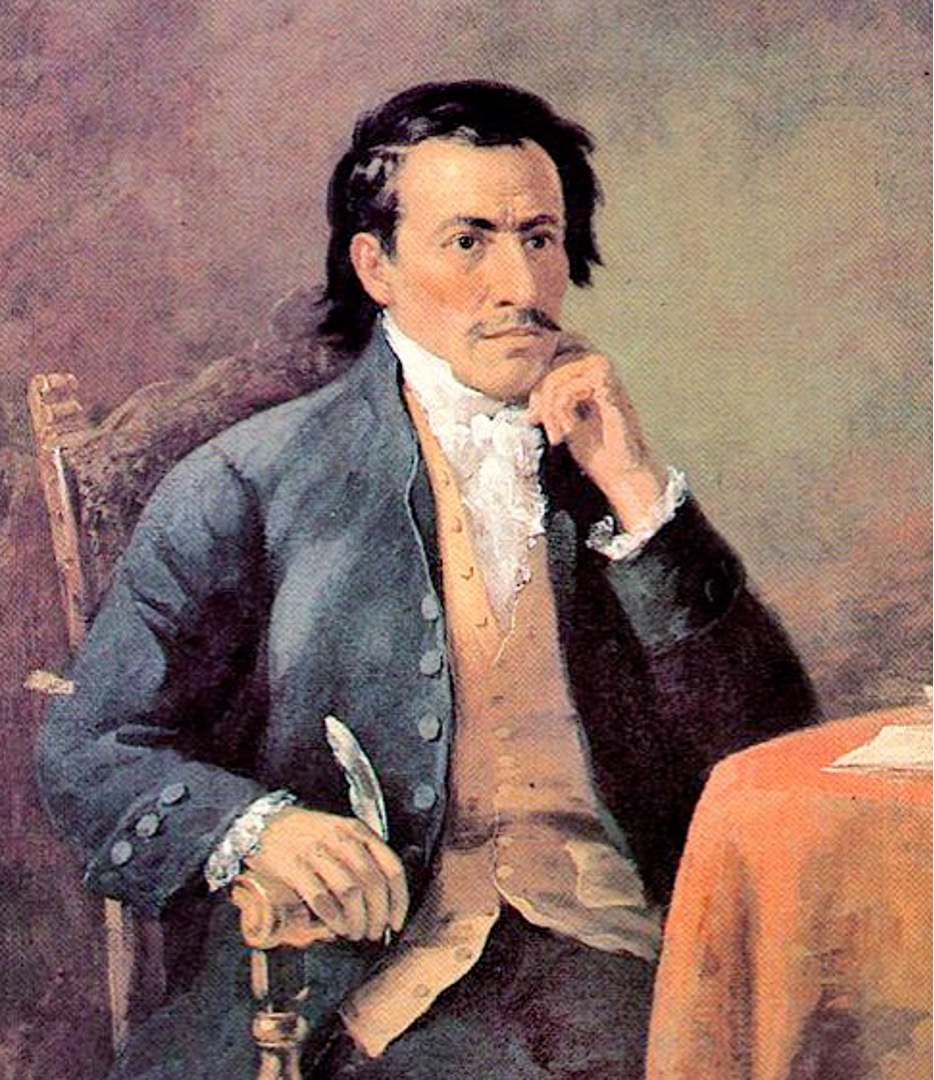
Eugenio de Santa Cruz y Espejo

Camino a Lima, se detuvo en Riobamba, donde un grupo de sacerdotes le pidieron escribir una repuesta al reporte escrito por Ignacio Barreto, jefe de recaudación de impuestos que acusaba a los sacerdotes de Riobamba de varios abusos contra los indígenas a fin de quedarse con su dinero. Espejo con gusto aceptó el encargo para defender el buen trato de los sacerdotes para con los indígenas, para lo que escribiría Defensa de los curas de Riobamba y después lo complementaría con sus Cartas riobambenses. En respuesta, sus enemigos denunciaron a Espejo ante el presidente de la Real Audiencia, Juan José de Villalengua. El 24 de agosto de 1787, Villalengua solicitó a Espejo o bien que se traslade a Lima o que regrese a Quito para ocupar un puesto en el gobierno, y posteriormente lo arrestó. Espejo fue acusado de ser el autor de El Retrato de Golilla, una sátira dirigida contra el rey Carlos III y el Marqués de la Sonora, ministro colonial de las Indias. Fue llevado a Quito, y desde allí envió tres peticiones a la Corte de Madrid, que decretó, por mandato de Carlos III, que el caso sea llevado ante el Virrey de Bogotá. El presidente Villalengua se desentendió del asunto y envió a Espejo a Bogotá para que ejerza su propio patrocinio. En Bogotá conoció a Antonio Nariño y Francisco Antonio Zea, desarrollando en el proceso sus ideas sobre la independencia. En 1789 uno de sus seguidores, Juan Pío Montúfar, llegó a Bogotá también. Juntos formarían parte de la Escuela de la concordia que fundaría la Sociedad de amigos del país, de la que Miguel de Jijón sería su presidente. Las Sociedades económicas de amigos del país eran asociaciones privadas establecidas en varias ciudades de la España de la Ilustración y, en menor grado, en algunas de sus colonias. Espejo con éxito se defendió de los cargos en su contra y, el 2 de octubre de 1789, salió libre de todo cargo. El 2 de diciembre del mismo año fue notificado que podía regresar a Quito, donde impulsaría la sociedad patriótica, aunque no tendría mucha duración puesto que el 11 de noviembre de 1793 Carlos IV la disolvería, lo que aumentaría los problemas para Espejo. Las autoridades trataron de deshacerse de él designándole médico de una expedición científica a los ríos Pará y Marañón. Espejo se negó a este juego y fue arrestado, aunque al poco tiempo quedó libre por falta de pruebas por lo que se dedicó a trabajar como bibliotecario en la Biblioteca Nacional. Habiendo perdido la poca fe que le quedaba en la monarquía, llegó a creer que no existía otra solución que cambiar las estructuras políticas vigentes. Escribió sermones para su hermano cura a fin de difundir estas ideas. Se volvió activista; en las cruces de Quito amanecieron banderolas escarlatas con el lema: "Al amparo de la cruz, sed libres, conseguid la gloria y la felicidad". Debido a sus ideas liberales, fue apresado el 30 de enero de 1795, acusado de conspiración por su desafiante acción con las cruces. Solamente le permitieron dejar su celda para tratar a sus pacientes como médico y, el 23 de diciembre de 1795, para morir en su hogar a causa de la disentería que adquirió durante su cautiverio. Todo esto se realizaba dentro de una seria preocupación por las viruelas, ya que en 1794 había muerto la infanta María Teresa, por lo que el Rey Carlos IV buscaba encontrar una manera de luchar contra esta enfermedad por lo que al examinar los escritos de este autor condenado en la cárcel pero que al mismo tiempo se mostraba como un brillante médico, los consejeros del Rey de España analizaron todas las razones expuestas por Espejo en su defensa y finalmente inclinaron la voluntad real a su favor. Además se dio la orden real para que se imprima la segunda edición del libro Reflexiones sobre las viruelas ya que lo consideraban útil para los intereses de la nación española. Todo esto sucedía, sin embargo, después de que ya había muerto. Quedaron pues sus ideas y las personas a las que había enseñado, entre ellos a Juan Pío Montúfar quien sería uno de los protagonistas de las juntas que se darían a cabo en la Audiencia.

### Manuela Espejo y José Mejía
Dentro de todo este proceso tuvo un papel importante también su hermana, Manuela Espejo quien le había ayudado a defenderse jurídicamente y también había colaborado con sus escritos bajo el seudónimo erophilia. Un año después de la muerte de Eugenio, Manuela contrae matrimonio con José Mejía Lequerica quien en 1805, siguiendo los pasos de Espejo optaría por estudiar Medicina y luego Leyes. De la misma manera, tendría problemas con las autoridades, puesto que la Universidad se negaría a graduarle hasta que legitimara y limpiara su nombre, pues al ser hijo natural, no se le consideraba apto para el grado. Esto no invalidaba su capacidad y formó parte de la expedición botánica de Nueva Granada, de donde saldrían varios próceres de la independencia de Colombia como Francisco José de Caldas, con quien colaboraría de cerca. Formaría parte de las investigaciones botánicas que se desarrollaron entre 1802 y 1806 en Santo Domingo. Debido a los problemas que tenía en la universidad, su amigo José Matheu y Herrera, el Conde de Puñorostro, le ofrecerá la propuesta de ir a Madrid en 1807. Encontró empleo en el Hospital General de esa ciudad. Cuando en 1808 las tropas franceses invaden la Península, Mejía Lequerica se une a la lucha contra los invasores, enrolándose en el ejército popular. Sale de Madrid disfrazado de carbonero y tras varias jornadas a pie llega a Sevilla y posteriormente llegar a Cádiz, junto a su fiel amigo el Conde de Puñorrostro, donde vuelve a alistarse en el ejército popular, aquí escribe a Manuela de la Santa Cruz y Espejo, su esposa: "Si salgo con vida y honra, como lo espero de Dios, tendrás en tu compañía un hombre que habrá mostrado no estar por demás en el mundo."

## La Constitución y las juntas

### Primera junta de Gobierno

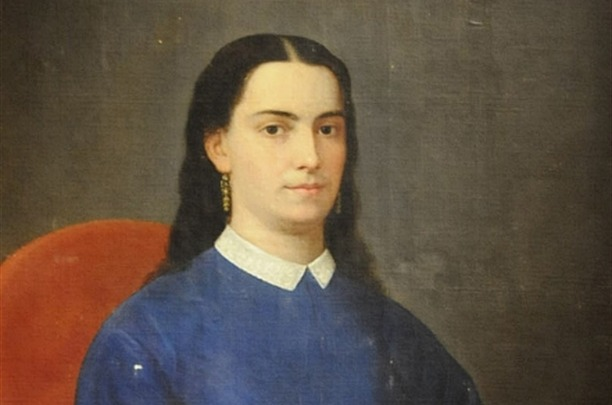
Manuela Cañizares

En Quito, la élite estableció una Junta Soberana el 10 de agosto de 1809 a raíz de la invasión napoleónica a España, con el marqués de Selva Alegre como presidente y el obispo, José Cuero y Caicedo, como vicepresidente. Esto ocurriría después del derrocamiento de Manuel Ruiz Urriés de Castilla y Pujadas, I conde de Ruiz de Castilla, presidente de la Real Audiencia de Quito. Esto daría inicio a lo que se conoce como el proceso revolucionario de Quito que duraría hasta 1812. A esta día se le conoce como el primer grito de la independencia. El movimiento encontró poco apoyo en otras regiones del reino y una considerable oposición por parte de los virreyes de Perú y Nueva Granada, por lo que lograría ser contenida satisfactoriamente. Este movimiento fue liderado por los que se conoce ahora con el nombre de patriotas del 10 de agosto de 1809: un grupo de intelectuales; doctores, marqueses y criollos, que vivían en la ciudad de Quito. En total de personas que participaron de este levantamiento a 32 de ellas las encarcelarían y después asesinarían, todo esto por orden de Ruiz de Castilla al año siguiente el 2 de agosto de 1810 con el objetivo de evitar nuevos levantamientos desarticulando a las personas que se complotaron e intimidando nuevos intentos a futuro. Durante este proceso, los patriotas se reunieron de manera privada y discreta, en muchas ocasiones fueron recibidos por Manuela Cañizares, quien tuvo un papel destacado en el proceso también. Con el objetivo de cesar de las funciones a Ruiz de Castilla le entregaron el oficio correspondiente a través de un complot realizado el 10 de agosto de ese año. Buscaron sorprender a los comandantes realistas que formaban parte de la guarnición de Quito. Sitiaron el Palacio Real que en la actualidad es conocido como el Palacio de Carondelet por el destacado papel que jugó el Barón de Carondelet, en el proceso independentista. Consiguieron el apoyo de un total de 177 soldados que eran de la guarnición colonial lo que les permitió llevar a cabo la revuelta con mayor efectividad. De esta manera entonces la tropa se formaría al mando de Salinas en la Plaza de la Independencia antes de que empiece el día, a las cinco de la mañana.

Así las cosas, el doctor Antonio Ante se acercaría al Palacio Real para exigir que se despertase al Presidente de la Real Audiencia, con el fin de entregarle el siguiente oficio, según narra el historiador Pedro Fermín Cevallos:
"El actual estado de incertidumbre en que está sumida la España, el total anonadamiento de todas las autoridades legalmente constituídas, y los peligros a que están expuestas la persona y posesiones de nuestro muy amado Fernando VII de caer bajo el poder del tirano de Europa, han determinado a nuestros hermanos de la presidencia a formar gobiernos provisionales para su seguridad personal, para librarse de las maquinaciones de algunos de sus pérfidos compatriotas indignos del nombre español, y para defenderse del enemigo común. Los leales habitantes de Quito, imitando su ejemplo y resueltos a conservar para su Rey legítimo y soberano señor esta parte de su reino, han establecido también una Junta Soberana en esta ciudad de San Francisco de Quito, a cuyo nombre y por orden de S. E. el Presidente, tengo a honra el comunicar a US. que han cesado las funciones de los miembros del antiguo gobierno.- Dios, etc.- Sala de la Junta en Quito, a 10 de agosto de 1809.- Juan de Dios Morales, Secretario de lo Interior"
Los procesos de independencia de Hispanoamérica empezaron generalmente con juntas que buscaban volver al autogobierno, fuero que se había deteriorado con las reformas borbónicas que tendían hacia la centralización del poder en el monarca. Poco a poco esto se iría radicalizando. Después de las juntas, se crearían las constituciones y con eso empezarían las batallas por la independencia. En la historiografía se conoce a esta muestra de fidelidad al rey inicial como la máscara de Fernando VII, es decir una estrategia militar que no mantenía la supuesta lealtad al rey al inicio para evitar represalias tempranas. De esta manera se formaría la llamada Junta Soberana de Quito quedando Juan Pío Montúfar marqués de Selva Alegre al mando. Esto sucedería en la sala capitular del Convento de San Agustín el 16 de agosto.

### Persecución a la Junta y el motín

Sala Capitular de la Iglesia de San Agustín donde se firmó el Acta del "Grito de la Independencia".

Lo que se acordó en el marco de la junta provincial obediente al virrey de la Nueva Granada y a la Junta Central de España fue que se devolvería "el mando que me confió la piedad del rey", algo con lo que en principio el conde Ruiz de Castilla se mostró conforme. Retornaría entonces a su palacio dos meses después el 25 de octubre contando con gente que le apoyaba. El más importante de ellos era Melchor de Aymerich que para ese entonces se encontraba en Ambato con 2200 soldados que estaban listos para entrar a Quito a pelear en caso de que una nueva acción se tome. No obstante, sería Ruiz de Castilla quién le ordenaría a Aymerich que regrese con su ejército a Cuenca ya que se encotraba esperando a refuerzos de Guayaquil, 700 soldados que se encontraban bajo Manuel de Arredondo quien era hijo de Nicolás Antonio de Arredondo, virrey del Río de la Plata. Por esta razón la fortaleza del ejército realista en esta parte del imperio era importante: 3500 hombres que se encontraban sitiando Quito, lo que le permitió a Ruiz de Castilla disolver la junta y reinstaurar la Real Audiencia de Quito por lo que el acuerdo inicial que había hecho no sería cumplido.
Por esta razón sucedería el motín del 2 de agosto de 1810, cuando un grupo de ciudadanos asaltaron el Real Cuartel de Lima (de Quito) con el fin de intentar liberar a los detenidos por haber participado de la Primera Junta de Gobierno Autónoma de Quito. Por esto sin embargo habían sido acusados de crímenes de lesa majestad, lo que estaba penado con muerte en ese entonces, por lo que el rescate era necesario. Al rodear el lugar, asaltarían dos cuarteles y también una cárcel, sin embargo la respuesta de las autoridades fue fusilar a los presos, anticipando la pena y faltando al debido proceso. Esto causaría un caos en la ciudad por lo que cerca de 300 personas perderían la vida en este acto, lo que para la población de ese momento conformaba cerca de él uno por ciento del total. Después de fusilarlos saquearían sus propiedades que para esa época ascendían a 500 mil pesos, puesto que los miembros de la junta eran en general acomodados. Esta matanza fue ordenada por Manuel Ruiz Urriés de Castilla y Pujadas, I conde de Ruiz de Castilla, a medida de represalia, y sería una de las causas por las que Bolívar afirmara que los próceres debían entrar a una  "Guerra a Muerte" contra los realistas.

### Segunda Junta de Gobierno

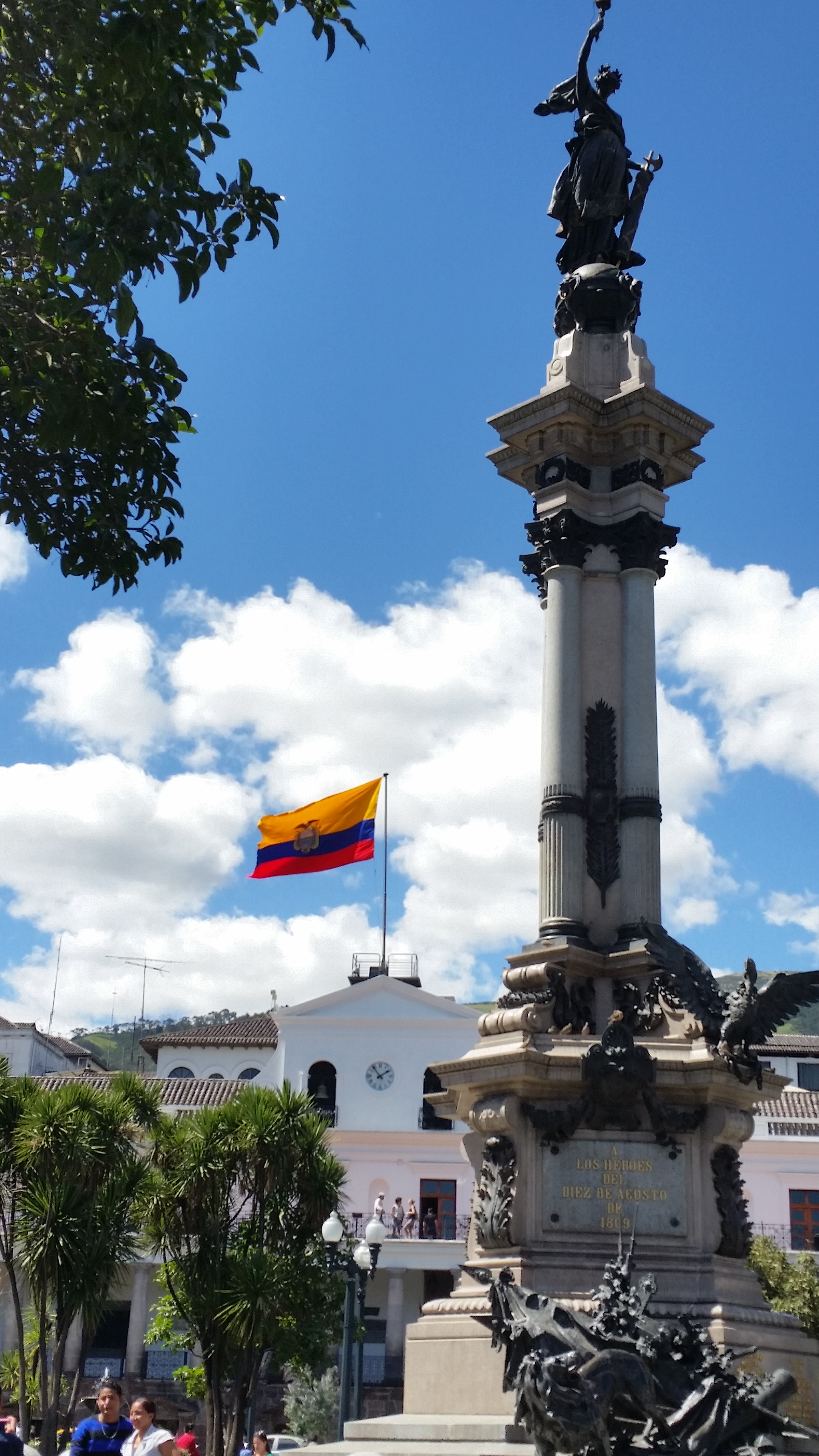
Monumento a los próceres del 10 de agosto de 1809. En el fondo el Palacio de Carondelet en la Plaza de la Independencia.

Años antes se había llevado a cabo las expediciones científicas de Humboldt y Bonpland, donde había participado César de Montúfar y les había acompañado a Europa a presentar los resultados. Para el 9 de septiembre de 1810 Juan de Montúfar se encontraba cuatro meses en España cuando fue encargado por la Junta Suprema Central, como un Comisionado Regio. Recibiría honores de Ruiz de Castilla sin embargo la situación no dejaba de ser polémica por tratarse del hijo de Juan Pío Montúfar quien se había sublevado y formado parte de la Junta de Gobierno. No solo eso, por sospechas de lealtad de los militares se decidiría que las tropas de Arredondo que habían llegado desde Guayaquil abandonen finalmente Quito, el momento que el Comisionado llegue. Serían reemplazadas a su vez por otras tropas que venían desde Panamá y que estaban siendo lideradas por Juan Alderete. A penas llegó Carlos de Montúfar convocaría una nueva junta que tomaría de nombre Junta de Gobierno. Se constituiría un triunvirato conformado por Ruiz de Castilla, el obispo de Quito Cuero y Caicedo y el propio Carlos Montúfar. Después de esto se elegirían tres representantes, uno del clero, el segundo perteneciente a la nobleza y el tercero del pueblo. Serían elegidos a través de elecciones. Después de aquello, el día 22 de septiembre estos representantes a su vez deberían designar vicepresidentes, por o que escogerían a Juan Pío Montúfar, II Marqués de Selva Alegre y padre del Comisionado Regio, lo que como era de esperar no sería bien visto por las autoridades realistas ante los hechos sucedidos y la lucha por el Autogobierno de Montúfar padre. Quedaba además incierta la verdadera lealtad de Carlos de Montúfar si a su familia o a los realistas.

### El Estado de Quito
Esta Segunda Junta de Gobierno, declararía ahora que no va a obedecer al virrey de la Nueva Granada. La radicalización fue tal que el 11 de octubre de 1811, dos días después de haber sido conformada la junta, Quito proclamaría su independencia completa de España. Como consecuencias de aquello Ruiz de Castilla sería obligado a renunciar a la presidencia de la junta, disolviendo el triunvirato y sería sustituido ahora por el obispo Cuero y Caicedo. A partir de entonces empezaría a firmar sus decretos con el estatuto de «"Joseph, por la gracia de Dios, Obispo y por la voluntad de los pueblos Presidente del Estado de Quito"». Meses más tarde, se promulgaría la primera Constitución de Ecuador el 15 de febrero de 1812, que establecía una República con división de poderes. Esto haría que como Estado soberano busque ejercer su jurisdicción sobre las ciudades en los Andes que se encuentren cercanos, así como en la región de Esmeraldas. El 11 de octubre de 1811 se suscribiría el acta de instalación del Congreso Constituyente del Estado de Quito. Ocurriría en el Palacio Real, donde se repartirían los cargos del nuevo Gobierno y redactarían la Constitución correspondiente. Esta sería publicada el 15 de febrero de 1812 en el Palacio Real, siendo la primera carta política de Ecuador que buscaba dar legitimidad a la organización política republicana sobre el antiguo régimen basado en una monarquía que tiene como origen de su soberanía le herencia por sangre y la bendición de la Iglesia. En este nuevo estado se buscaba formar una forma de gobierno que sea popular y representativa. Tendría como a su máxima autoridad un Supremo Congreso de Diputados que representaría a las nuevas Provincias libres. Este congreso a su vez debería nombrar a autoridades gubernamentales y tendría separación de poderes en ejecutivo, legislativo y judicial el 2 de septiembre de 1812 sin embargo, los quiteños serían derrotados en la Batalla de Mocha frente al ejército de Toribio Montes por lo que recuperarían el control sobre las ciudades de Ambato y Latacunga, teniendo la vía libre para el paso hacia Quito. Sitiarían la ciudad y se llevaría a cabo la Batalla de El Panecillo. Las personas huirían de una potencial nueva masacre como la de 1810 por lo que se refugiarían en Ibarra, donde en cambio serían sitiados y finalmente derrotados en 1812, con lo que ahora se conoce como la Batalla de Ibarra.

### Las Cortes de Cádiz

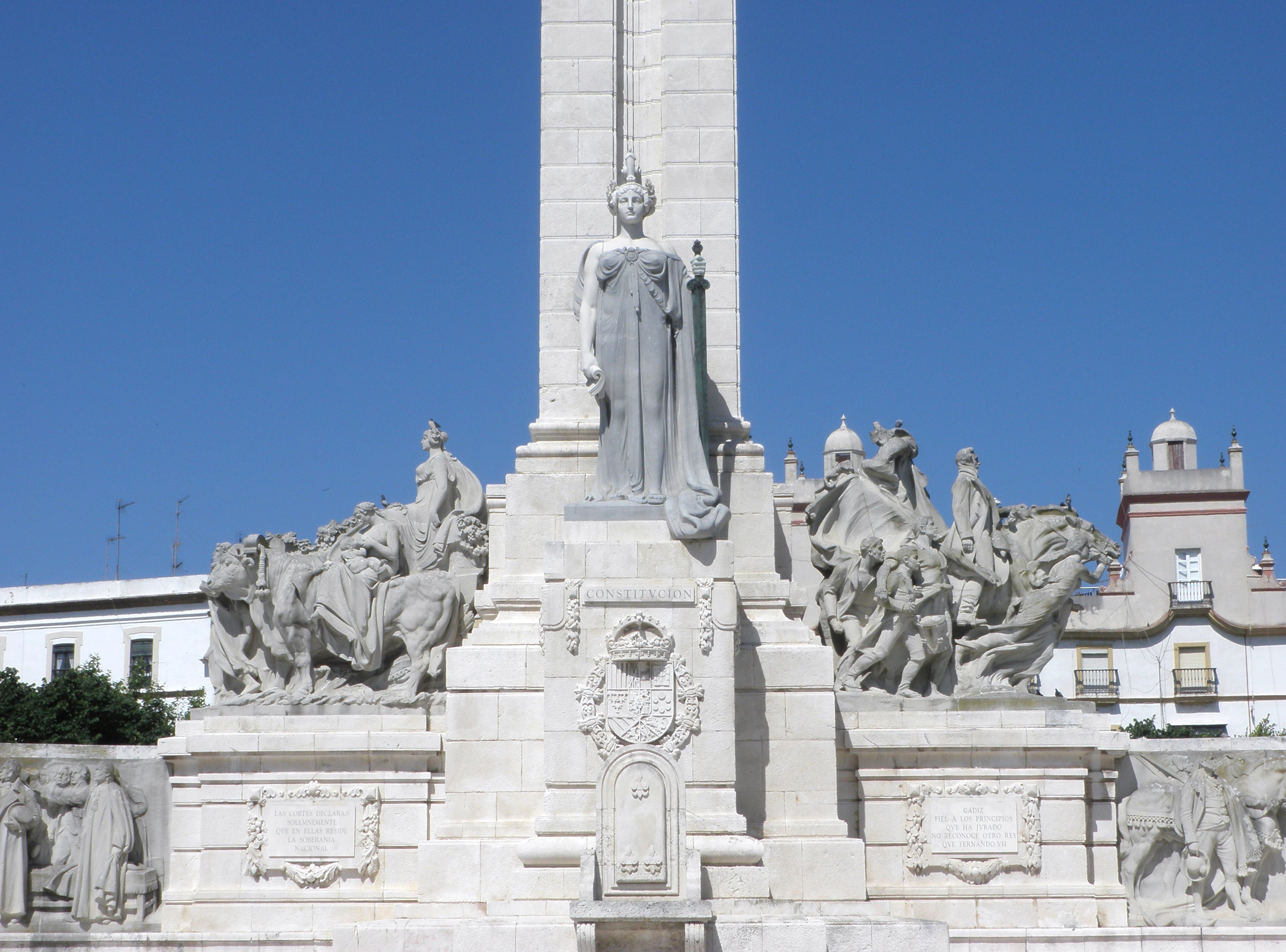
Detalle del monumento de las Cortes de Cádiz

No solo en la Audiencia de Quito se crearon las juntas de gobierno. Este fenómeno ocurrió en América y también en la península. Como consecuencia de esto, se llegaría a un acuerdo general en Cádiz para convocar a las cortes con el objetivo de hacer frente a la invasión napoléonica. Este acuerdo general se llevaría a cabo en la Junta Central Suprema que a partir del 29 de enero de 1810 crearía una Regencia de cinco personas, encargada de convocar las Cortes. La Regencia elaboró una lista de españoles nacidos en América que ya se encontraban en España. Para cuando se eligieron los delegados, algunos de los territorios americanos de España ya habían establecido sus propias juntas como fue el caso de la Audiencia de Quito. Éstas no reconocían la autoridad de la Junta Central ni de la Regencia, por lo que no enviaron representantes, aunque muchas otras regiones de América sí lo hicieron. La Regencia tomó la decisión de que los americanos eligieran representantes de sus regiones para asistir a las Cortes. Dado que parte de la América española estaba en abierta revuelta, la cuestión de los representantes de esas regiones era delicada. Se argumentó que el proceso era ilegal, pero la Regencia decidió que era mejor tener alguna representación americana que ninguna. La Regencia estableció los procedimientos electorales para los delegados y el número de escaños de cada región. Debía haber 30 representantes de Hispanoamérica: 15 del norte de Hispanoamérica más Filipinas (que estaba bajo la jurisdicción administrativa de Nueva España). A Nueva España le correspondían 7 suplentes: Guatemala, 2; Cuba, 2; Filipinas, 2; Santo Domingo y Puerto Rico, 1; Sudamérica española obtuvo 15: Perú, 5; Santa Fe, 3; Buenos Aires, 3; Venezuela, 2; y Chile, 2. Los elegibles debían tener al menos 25 años y ser del lugar al que representarían. No se explicitaba que sólo los varones podían ser elegidos.
Cuando las Cortes se reunieron por primera vez el 24 de septiembre de 1810, estaban presentes 104 diputados, 30 en representación de los territorios de ultramar (delegados interinos que vivían en España en el momento de la invasión francesa). Sólo uno de los 36 diputados americanos llegó a tiempo para la sesión inaugural, Ramón Power y Giralt. Finalmente participaron unos 300 diputados, de los cuales 63 procedían de la América española. La composición de las Cortes de Cádiz era diversa, con aproximadamente un tercio de clérigos, un sexto de nobles y el resto del "tercer estado", la clase media. En el caso de los representantes de los territorios que conformaban la Audiencia de Quito se encontraban cuatro personas inicialmente José Mejía Lequerica, José Joaquín de Olmedo y José Matheu y Herrera, conde de Puñorostro, representando a Santafé de Bogotá. Además, por su rol en el proceso de independencia de México y su contacto con los liberales en España, Vicente Rocafuerte estuvo en la península cuando se llevaron a cabo las cortes, sin embargo no participó de las sesiones que terminaron en la redacción de la constitución, sino que estuvo en las siguientes "Cortes Generales".

### Las intervenciones de Mejía y Olmedo

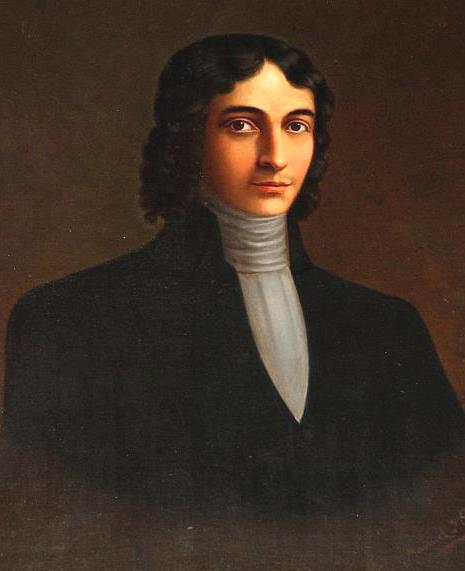
José Mejía Lequerica por Manuel Salas Alzamora

En su primera sesión, las Cortes promulgaron la proposición de que ellas, y no el rey, eran las soberanas nacionales, ya que representaban al pueblo. A continuación, la asamblea nacional dividió el gobierno en los poderes legislativo, ejecutivo y judicial. Dadas las contingencias bélicas derivadas del desplazamiento forzoso de Fernando VII, la regencia anunció que actuaría como ejecutivo hasta su restauración.
La asamblea nacional reestructuró el gobierno mientras proseguía la guerra en España y mantenía el control en ultramar. Una vez iniciadas las deliberaciones, los delegados se dividieron en facciones liberales, ilustrados y conservadoras. Los conservadores españoles veían las Cortes de Cádiz, en el mejor de los casos, como una solución provisional hasta que "el Deseado", como llamaban sus partidarios a Fernando VII, pudiera ser restaurado en el trono. La mayoría de los monárquicos, sin embargo, no admitían que un órgano parlamentario pudiera legislar en ausencia de un rey. Los liberales por su parte seguían la filosofía reformista de Carlos III y le añadieron muchas de las ideas ilustradas que buscaban la instauración de una constitución para limitar el absolutismo. Por su parte, Mejía defendió los derechos y las necesidades de América, la libertad de expresión y de imprenta y criticó duramente a la Inquisición en discursos llenos de brillantez y vehemencia, lo que le convirtió en uno de los más aplaudidos oradores de las sesiones de Cortes. Tras los trágicos acontecimientos en Quito del 2 de agosto de 1810, Mejía Lequerica intervino en Cádiz en defensa de la causa de los próceres asesinados, obligando al presidente Molina, entonces al mando de la Real Audiencia de Quito, a dar explicaciones públicas de lo acontecido. Fue un diputado que destacó por su educación, se alió a los liberales, entabló amistad con Agustín de Argüelles en los primeros momentos del constitucionalismo gaditano, aunque cuando proponía su posición americanista a veces no veía respaldo en este grupo por lo que se fue alejando paulatinamente.
Uno de los éxitos que tuvo Mejía dentro de su intervención fue la separación de poderes. Su propuesta fue que el Estado Liberal basado en los tres poderes Ejecutivo, Legislativo y Judicial, cambie sus tratamientos honoríficos:
- Al Rey, es decir el poder Ejecutivo se le debería tratar de Alteza.
- A los Tribunales Superiores, poder Judicial, el de Nación.
- A las Cortes, es decir el poder Legislativo, el de Majestad.

Su propuesta rompía con la manera en que se trataba honoríficamente a los poderes ya que el término Majestad estaba reservado para el monarca y ahora debía ser para la Corte, que representaba ahora la soberanía a partir de la Constitución. Además de esto, Mejía Lequerica destacó por su defensa de la libertad de expresión, su propuesta para reformar el sistema judicial y también la abolición de la esclavitud. Por su parte, fue también reconocido el discurso de José Joaquín de Olmedo para la abolición de las mitas el 12 de agosto de 1812 cuya breve descripción lee: "pidiendo la abolición de la contribución mital y de toda clase de servidumbre personal de los indios americanos". Como extracto podemos ver el rechazo a la institución y la defensa de la persona, en este caso los indígenas:
De esta costumbre nacieron males y abusos tantos y tan graves, que no pueden referirse sin indignación y sin enternecimiento. De allí vinieron esos nombres ominosos y de indigna recordación, de encomiendas, de mitas, de repartimientos, bárbaras reliquias de la conquista y gobierno feudal, fomento de la pereza y del orgullo de los nobles y de los ennoblecidos, y esclavitud de los naturales paliada con el nombre de protección.

### Las propuestas en las cortes

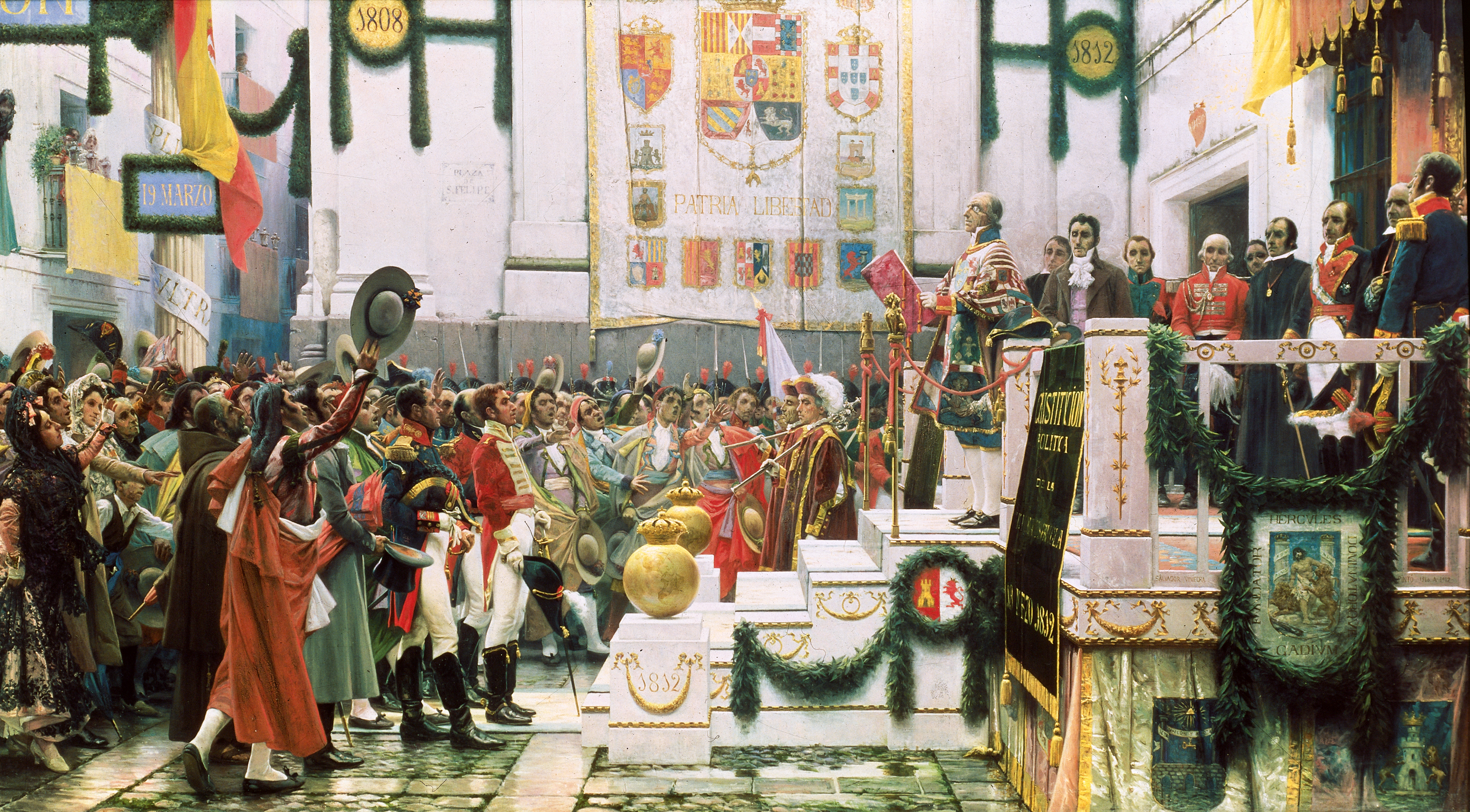
La Promulgación de la Constitución de Cádiz en 1812

La postura de Mejía era al mismo tiempo liberal y autonomista. Junto con Vicente Morales Duárez y Ramón Power buscaron hacer una propuesta que no solamente haga valer su presencia sino también respetar sus derechos. Reclamaban tres puntos:
1. Igualdad de derechos respecto a los españoles europeos
2. Extensión de su representación nacional como parte integrante de la monarquía
3. La proclamación de una amnistía a los encausados en movimientos insurgentes americanos

No obstante, esto no terminó ahí, puesto que el 16 de diciembre, Mejía y Olmedo, junto al resto de diputados americanos presentaron una serie de once proposiciones que simbolizaban las reformas por las que se había luchado durante los últimos años:
1. Representación proporcional equitativa en las presentes Cortes
2. Igualdad de derechos de los americanos, españoles e indios para poder ejercer cualquier cargo político, eclesiástico o militar
3. Distribución de la mitad de los cargos en favor de los naturales de cada territorio
4. Creación de comités consultivos para la elección de cargos públicos entre los residentes de la localidad
5. El restablecimiento de la orden de los jesuitas
6. Libertad de cultivo y de manufacturas
7. Libertad de importación y exportación de toda clase de productos a España y a los países neutrales
8. Libertad de extracción de mercurio
9. Libertad de comercio entre las posesiones de América y Asia
10. Libertad de comercio entre cualquier puerto de América y Filipinas con otras regiones de Asia
11. Supresión de todos los monopolios del Estado y de particulares

Las propuestas eran problemáticas para los habitantes de la península puesto que ya para ese momento la población en la América española que rodeaba los 15 millones había superado a la de la España peninsular que se encontraba en los 10 millones.

### La constitución de 1812

La nación española en ambos hemisferios según la constitución de 1812.

El producto de las deliberaciones de las Cortes reflejó la importancia política de los liberales. La Constitución española de 1812 llegó a ser el "código sagrado" del liberalismo, y durante el siglo XIX sirvió de modelo para las constituciones liberales de las naciones latinas. La asamblea nacional creó un estado unitario con leyes iguales en todo el Imperio español. El principal objetivo de la nueva constitución era evitar un gobierno real arbitrario y corrupto; establecía una monarquía limitada que gobernaba a través de ministros sujetos al control parlamentario. Establecía que la legislatura unicameral se reuniría anualmente en la capital. La constitución mantenía que el sufragio no se determinaría por los requisitos de propiedad, y favorecía la posición de la clase comercial en el nuevo parlamento, ya que no había ninguna disposición especial para la Iglesia Católica o la nobleza. La Constitución establece un sistema administrativo centralizado, racional y eficaz, basado en provincias y municipios de nueva creación, en lugar de seguir las fronteras históricas. La derogación de las tradicionales restricciones a la propiedad proporcionó a los liberales algunas de las reformas que buscaban. Lograron que se liberalizara el comercio en el azogue. También se abolieron de las mitas y se prohibió nuevamente el maltrato a los indígenas. En el ámbito religioso se eliminó la inquisición aunque la religión católica seguía siendo la oficial. Por otro lado, la Constitución española de 1812 negaba a las personas de ascendencia africana derechos políticos y de representación. Su primer reglamento incluyó uno de los primeros ejemplos de horario estacional, práctica que condujo a la adopción del horario de verano un siglo más tarde.

### La disolución de las Cortes

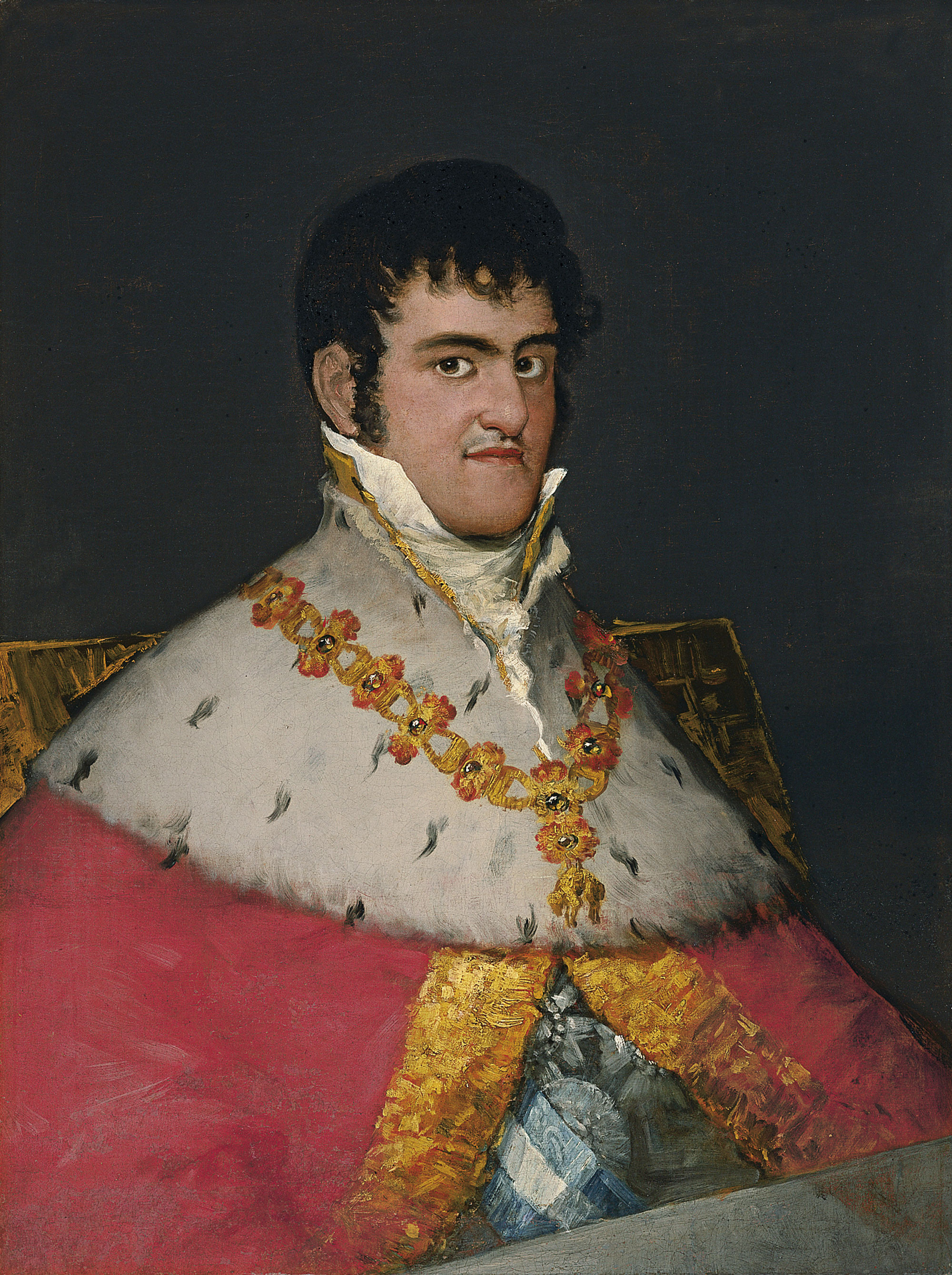
Fernando VII

Aunque la Constitución española de 1812 marcó el inicio de la tradición liberal española, cuando Fernando VII fue restaurado en el trono en 1814, se negó a reconocerla. El 4 de mayo destituyó a las Cortes Generales y gobernó como monarca absoluto. Estos acontecimientos prefiguraron el largo conflicto entre liberales y tradicionalistas que marcó la historia española del siglo XIX y principios del XX. Las Cortes de Cádiz declararon que el pueblo de España tenía la soberanía de todos los reinos de la Monarquía de España (incluidos los de la Corona de Castilla en América) y proclamaron la extinción del sistema de reinos y provincias de España e Indias. La mayoría del pueblo criollo de la América española rechazó las pretensiones de los españoles y asumió la soberanía de los antiguos reinos americanos de la Corona de Castilla, sobre los que había sido soberano el Rey de España. Las colonias americanas de España aprovecharon el caos de la posguerra para proclamar su independencia. La mayoría establecieron gobiernos republicanos, como fue el caso de Ecuador. El hecho de que la Constitución fuera considerada demasiado liberal por los elementos conservadores de las colonias no hizo sino precipitar su decisión de unirse al esfuerzo por independizarse de España. Cuando Fernando fue restaurado en el trono de Madrid, gastó riquezas y mano de obra en un vano esfuerzo por reafirmar el control sobre las colonias. La medida fue impopular entre los oficiales liberales destinados a las guerras americanas. En la segunda mitad de 1826, sólo Cuba y Puerto Rico seguían bajo bandera española en América, y Filipinas y Guam también estaban bajo dominio español en Asia.

### La persecución de los próceres
Después de la batalla de Ibarra que disolvería la el Estado de Quito en 1812 y con la restauración del rey en 1814 la situación para los patriotas no era positiva. José Mejía había muerto de fiebre amarilla en Cádiz el 27 de octubre de 1813. Por su parte después de que capturaran a Carlos de Montúfar para llevarlo a España lograría escaparse en Panamá y unirse a las filas revolucionarias, participando el 29 de junio de 1816 en la Batalla de la Cuchilla del Tambo, sin embargo sería derrotado y capturado junto a Francisco José de Caldas. Sería fusilado por la espalda en Buga el 31 de julio de 1816. por traición. Su padre, Juan Pío Montúfar, en enero de 1813 sería acusado de conspirar contra la corona española debido a varias reuniones que mantuvo con personajes de corriente revolucionaria en su hacienda La Ciénega, al sur de Quito. Se dispuso que fuera enviado en barco para ser juzgado en España, aunque consiguió fugarse a mitad de camino hacia el puerto de Tumaco. De vuelta en Quito fue nuevamente perdonado por el presidente Toribio Montes, quien había llegado a la Audiencia para pacificar las revueltas. Juan Pío Montúfar no llegó nunca a viajar a Madrid y falleció en el lazareto de Martín Navarro el día 3 de octubre de 1819, siendo sepultado según su partida de defunción en la misma capilla de la hacienda. Por su parte, Vicente Rocafuerte quien también se encontraba en Cádiz y había participado de las cortes generales tuvo que huir a Francia con el regreso de Fernando VII. Posteriormente regresaría a Guayaquil donde empezaría a difundir las ideas de libertad. Traduciría varios libros de francés e inglés con el fin de impulsar la ilustración dentro de la gente en la Audiencia. Esto le causaría a él también problemas políticos por lo que en 1819 viajó a Lima, donde su pariente José de La Mar le presentó al Virrey de la Pezuela y se embarcaría a Panamá donde conocería a Juan Illingworth, quien sería importante en las guerras de independencia. Rocafuerte aprovecharía la "revolución de Riego", que permitió la libertad de imprenta en las colonias para fundar nuevos periódicos. Por su parte Olmedo regresaría a Guayaquil después de la disolución de las cortes y en 1819 defendió en juicio a Vicente Ramón Roca, acusado de conspirador por haberse carteado con el cura insurgente de Acapulco, que de patriota se había vuelto realista. Dentro de todo este contexto, el rey Fernando VII elevó finalmente la Audiencia a categoría de capitanía general, al igual que Chile y Venezuela. Esto había sido solicitado anteriormente por los pobladores de ese territorio pero ya era tarde, para 1919 ya estaban independizados los territorios de Argentina, Chile, Paraguay, así como se habían librado las batallas de Boyacá y Carabobo. Quedaban solamente Perú, Alto Perú (Bolivia) y Quito por independizarse. Las guerras se desencadenarían, empezando por el 5 de agosto de 1820 en Esmeraldas primeramente y seguido por las grandes batallas de independencia del resto de ciudades.

## La guerra de independencia

### La independencia de Esmeraldas

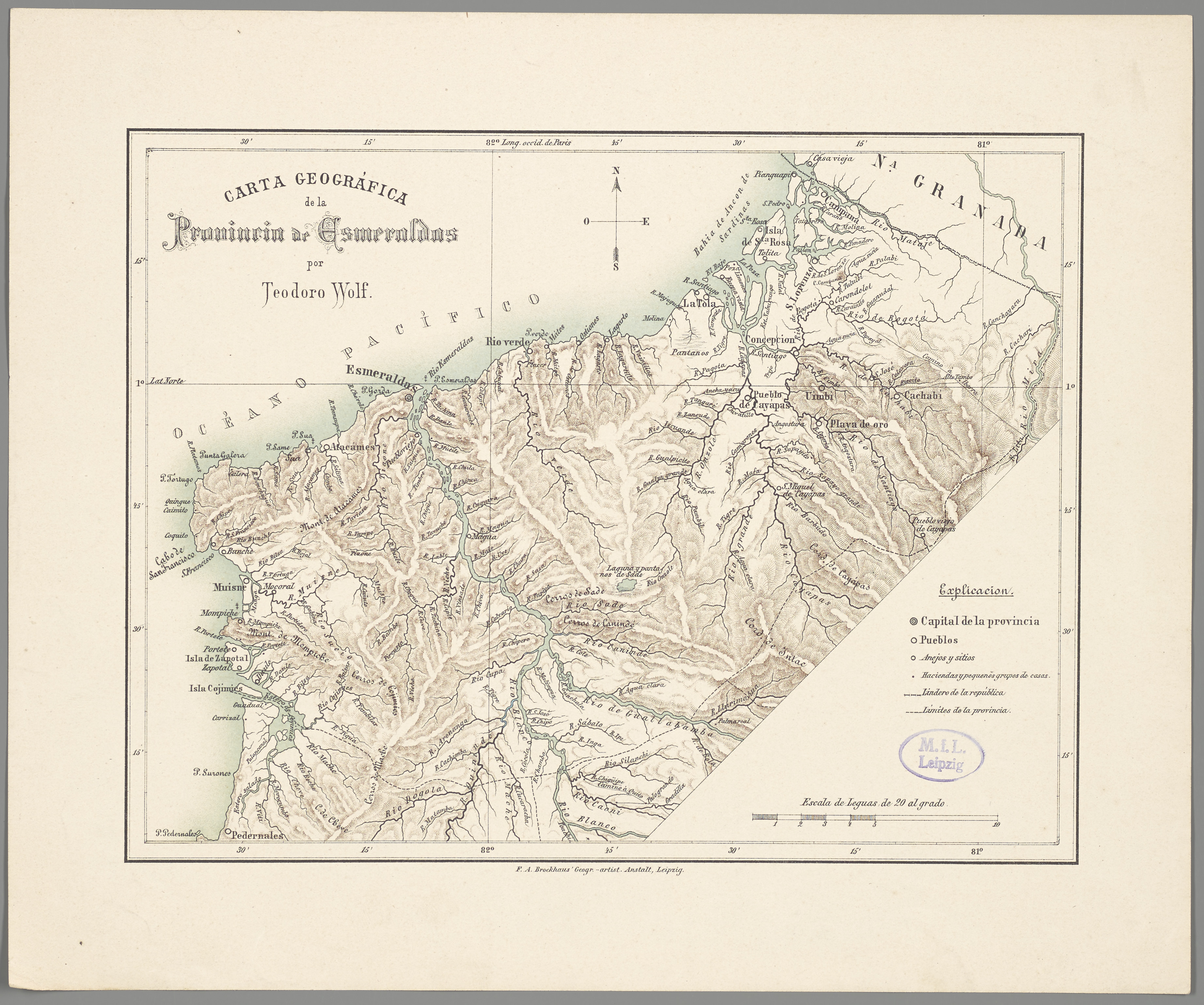
Carta geográfica de la Provincia de Esmeraldas por Wolf

El inicio de las guerras de independencia en la región de Esmeraldas estaría ligada a dos hechos. El primero, la llegada de Toribio Montes a la Presidencia de la Audiencia en 1812 que empezaría la persecución del gobierno insurgente. Como consecuencia se trasladarían al norte donde terminarían siendo derrotados en la famosa batalla de Ibarra de 1812. Este grupo de rebeldes patriotas estaba conformado por  Nicolás de la Peña Maldonado, Rosa Zárate, Joaquín Montúfar, el coronel Ramón Chiriboga, Baltasar Pontón, Gregorio Estacio, Vicente Lucio Cabal, el mercedario Francisco Saa y finalmente el doctor José Correa. Al verse derrotados se convertirían en fugitivos por lo que buscarían refugio en la selva de Malbucho. El segundo hecho se debe a que entre la ciudad de Quito y la región de Esmeraldas habían existido dos caminos, uno por Malbucho y otro a través del Río Esmeraldas. Sería para aprovechar el primero de ellos que se reorganizaría la nueva estrategia para tomar control de la región y poder desde la costa de Esmeraldas por su comunicación con Panamá y la costa de Colombia, empezar las campañas de independencia del resto de las ciudades. Este grupo de patriotas entraría en contacto con los esclavos y se encontraron en las minas. Ahí esperarían la llegada de sus compañeros de manera segura ya que "los negros ponen muchas trabas y rinden la vista por los quiteños". Es así que en el año 1813 durante los meses de enero a mayor el puerto de La Tola llegó a convertirse en un escenario de enfrentamiento entre realistas e insurgentes. Los últimos estarían aliados a los negros esclavos y libres que estaban apoyando en la causa. Consecuencia de esto, Toribio Montes y Andrés de Castro (Gobernador de Esmeraldas) empezaron una campaña de avanzada con sus tropas hacia la minas para retomar el control del territorio. Consecuencia de esto lograrlo la derrota de los insurgentes a quienes se condujo a Tumaco, y después se instauró el sumario. No obstante, las insurrecciones no habían terminado en las minas, puesto que en el año de 1814 se conoció de un proyecto de fuga colectiva. Esta tenía como objetivo incorporarse a la otra comunidad fugitiva establecida en las montañas de Malbucho y en el río Tululbí. A partir de esto, se creó un palenque que se fungió como refugio de esclavos huidos de las haciendas del valle del Chota, de las minas de Popayán y también de los esclavos del distrito minero de Esmeraldas. Estos últimos trabajaban en los proyectos viales hasta ese momento. Los esclavos buscaron lograr su libertad y aquellos afrodescendientes libres querían mantenerse libres por lo que empezaron a adoptar una serie de estrategias como la rebelión, la amenaza de fuga y la negociación con las autoridades. Adicionalmente a esto les quedó el mecanismo de compra de su libertad o manumisión, para lo cual podían hacer uso del oro obtenido de sus labores como mazamorreros. Sin embargo, ante esto los realistas retomaron el poder en la Audiencia de Quito en 1814, así como también de las minas de Esmeraldas. Fruto de esto se realizó una visita a los reales de minas en 1815, se contabilizó alrededor de 400 esclavos de un total de 2.300 habitantes existentes en Esmeraldas. No obstante, el control no duraría mucho puesto que con el triunfo de Bolívar  en el puente de Boyacá, en agosto de 1819, empezarían las campañas de liberalización final hacia el sur de Nueva Granada. Un año después el 5 de agosto de 1820 se llevaría a cabo la independencia de Esmeraldas cuando los soldados procedentes de Iscuandé, llegaron a la región y junto a los patriotas insurgentes de Esmeraldas, Atacames, La Tola y Río Verde juntaron y liberaron finalmente la región. Bolívar decretaría la manumisión de los esclavos durante la gran Colombia, sin embargo a través de un proceso que tomaría dos décadas. Antes de consolidarse moriría por lo que las manumisiones se darían de manera paulatina a partir de la ley de vientes, la prohibición del comercio y la manumisión de la esclavitud con Urbina.

### La Fragua de Vulcano

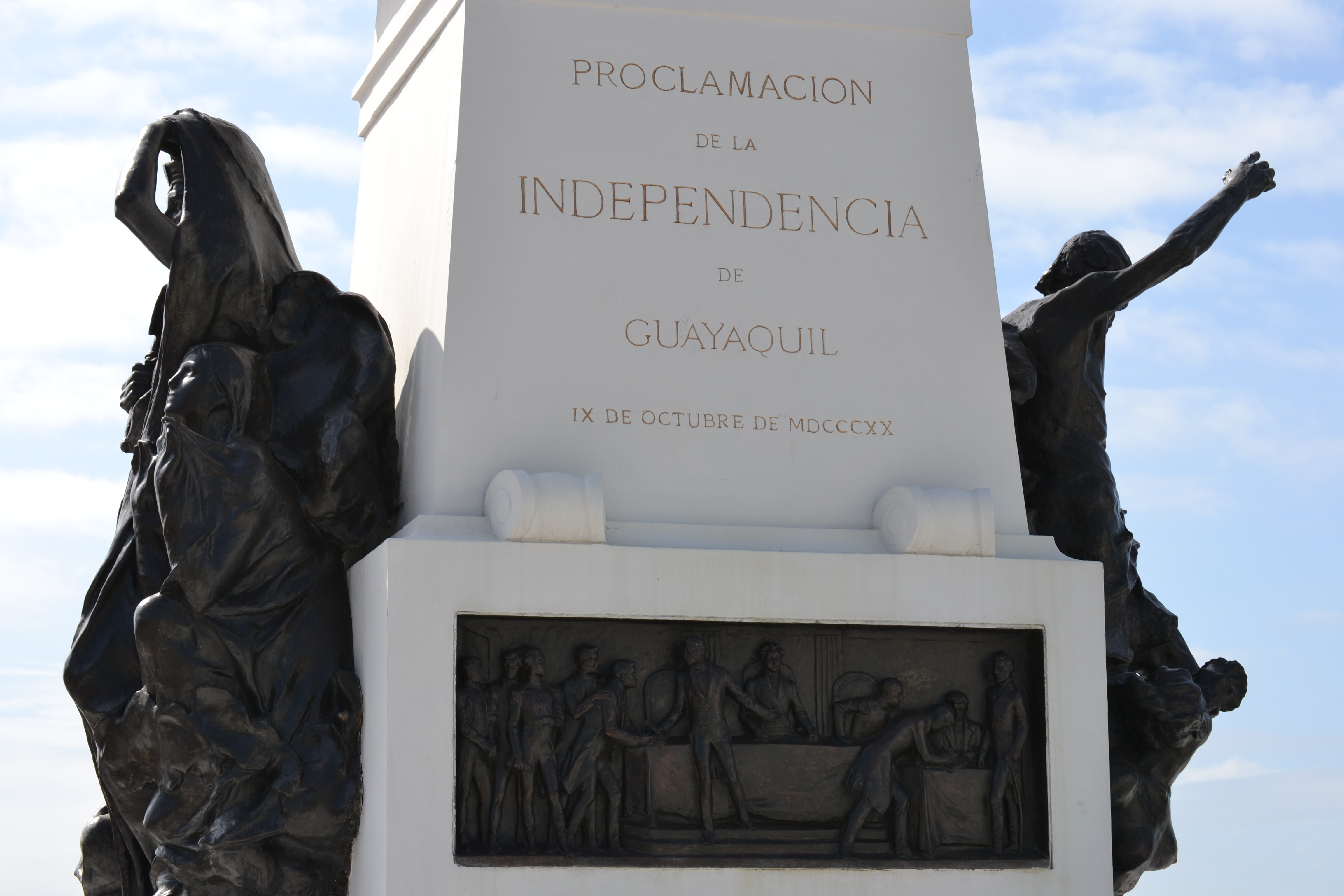
Detalle del Monumento de la Proclamación de la Independencia de Guayaquil

Con la disolución de las cortes y el regreso del absolutismo se desencadenarían las guerras de independencia en América. Dentro del territorio de Ecuador empezaría en la ciudad de Guayaquil. Sería José María de la Concepción de Antepara y Arenaza uno de las personas clave dentro de la planificación de la independencia de Guayaquil. Iniciaría el proceso desde Europa donde conocería a Francisco de Miranda y se contagiaría de los planes independentistas. Regresaría entonces a Guayaquil en 1814 y después entablaría amistad con las figuras clave de la independencia como José de Villamil y José Joaquín de Olmedo, León de Febres Cordero, Luis Urdaneta y Miguel de Letamendi. Los tres últimos pertenecían al Batallón Numancia y tenían origen venezolano pero justamente por estas ideas serían considerados una amenaza por lo que fueron expulsados de la capitanía general y buscaban otros territorios de la monarquía donde complotar. Así las cosas arribaría el barco que tenía originalmente como destino Venezuela y se quedaría allí por varias semanas. Sería durante este momento cuando entrarían en contacto con el resto de líderes que lucharían por la emancipación. Visitarían Villamil y Antepara juntos a Pedro Morlás y a su hija Isabel Morlás quien sería la persona que propondría organizar un baile. Ahí estaría Ana Garaycoa de Villamil, esposa de José de Villamil por lo que de esta manera tenían la reunión perfecta de pretexto para empezar el complot. Además como invitados estarían José Joaquín de Olmedo y Gregorio Escobedo, así como a Luis Fernando Vivero, Francisco de Paula Lavayen, José Rivas, Manuel de Fajardo, José Correa y  Febres Cordero, Urdaneta y Letamendi. Estaba pues planificado todo para que esa noche del primero de octubre después de que inicie la reunión acordada que después se llamaría por la historiografía oficial como la "Fragua de Vulcano" y sería la noche donde empezaría desde la planificación estratégica el plan de sublevación y en consecuencia la independencia de Guayaquil.

### La Revolución del 9 de octubre de 1820

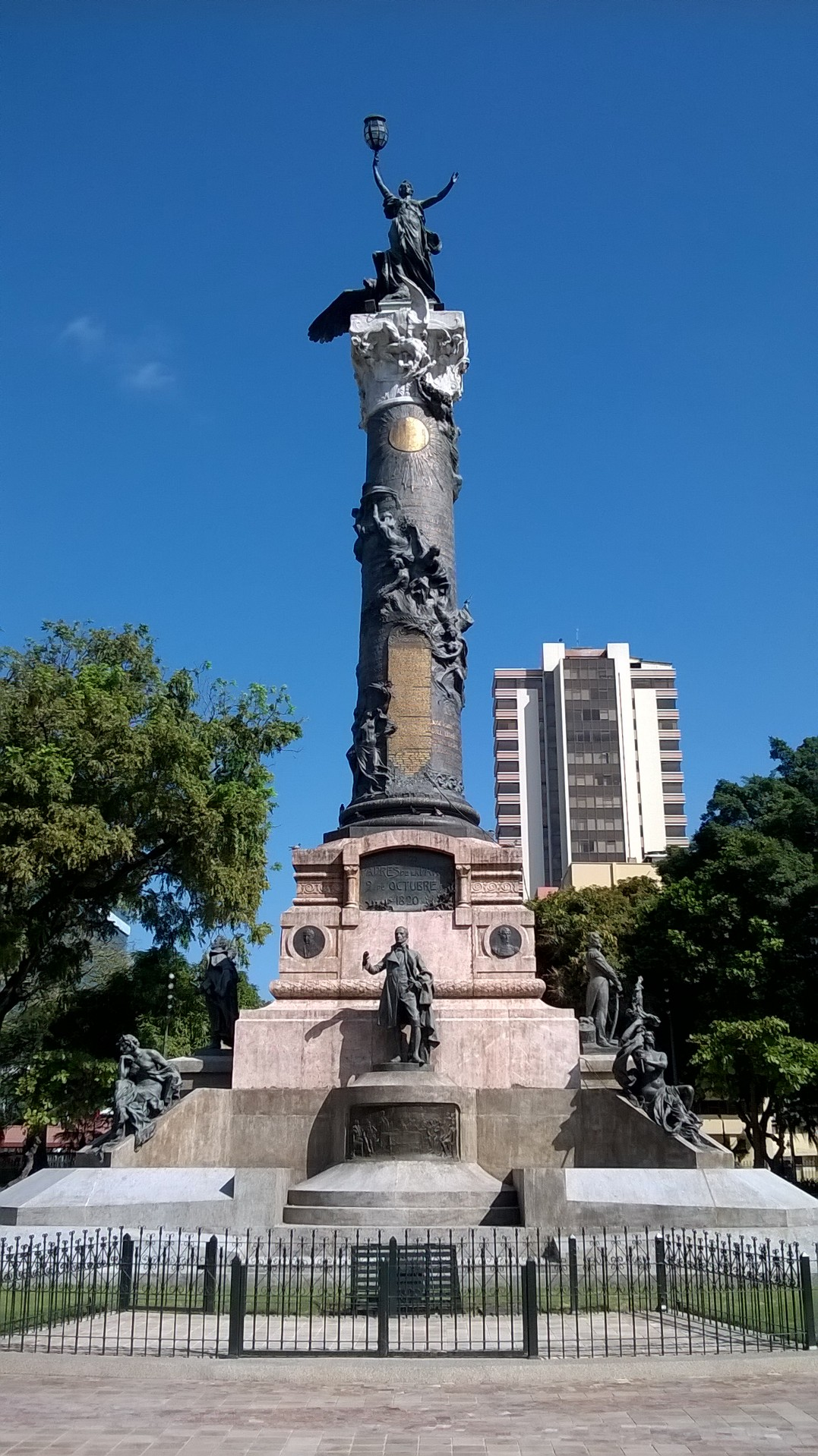
Columna a los próceres del 9 de octubre

El número de efectivos del ejército realista estacionados en la ciudad era de aproximadamente 1.500, distribuidos de la siguiente manera: 600 soldados del batallón de Granaderos de Reserva de Cuzco, 500 del escuadrón de caballería de Daule, 200 del batallón de Milicias Urbanas, 200 las Brigadas de Artillería, y 350 soldados en las 7 cañoneras que permanecían en el malecón. Sin embargo, los oficiales que se habían plegado a favor del movimiento eran Gregorio Escobedo e Hilario Álvarez de los Granaderos, Damián Nájera de la Brigada de Artillería, José Peña del batallón de Milicias Urbanas, y finalmente los sargentos Vargas y Pavón de la caballería de Daule con los que se aseguraba el 70% de los efectivos de la plaza.
En consecuencia, las maniobras tuvieron que tender a tomar el escuadrón de caballería Daule y el depósito de armas y explosivos de la brigada de artillería, anulando al mismo tiempo la capacidad de reacción de las tropas que acompañaban tanto a Joaquín Magallar, comandante de los Granaderos, como a Benito García del Barrio, primer jefe del Batallón de Granaderos de Reserva de Cuzco. No se preocuparían por los hombres de los torpederos capitaneados por Joaquín Villalba, ya que habían estado fuera del puerto el día anterior, y había oportunidad de resolver este problema si la revolución se coronaba con el éxito. Todo salió como estaba previsto.
En la noche del domingo 8 y madrugada del lunes 9 de octubre, los capitanes León de Febres Cordero y Damián Nájera engañaron al comandante español Torres Valdivia para que entrara en casa de Nájera con el pretexto de invitarle a una partida de cartas. Una vez allí, lo sometieron y lo mantuvieron cautivo temporalmente, explicándole que era la única manera de evitar que interviniera contra el movimiento independentista y que, dado el respeto que le tenían, habían preferido evitar un enfrentamiento peligroso con él. Febres Cordero, dueño de las llaves del parque Torres Valdivia, se dirigió a los Granaderos, donde, con 50 hombres, se dirigió a la Brigada de Artillería y, tras sorprender y encerrar al oficial de guardia, se apoderó del local. La tropa se formó, aclamando la causa revolucionaria.
Mientras esto ocurría, Urdaneta, con 25 hombres de los Granaderos y nuevos jóvenes de Guayaquil, más la complicidad de los sargentos Vargas y Pavón, se apoderó del escuadrón de caballería de Daule, no sin antes combatir a Magallar y sus hombres, quienes al darse cuenta de lo ocurrido trataron de impedirlo, muriendo en el enfrentamiento. Tras esta acción, el capitán venezolano Luis Urdaneta envió al comandante Matías Tirapeguí, que se había plegado a favor del movimiento, hacia la batería de Las Cruces, con la mitad del escuadrón de caballería, con el fin de tomarla.
El último incendio tuvo lugar en la casa del coronel Benito García del Barrio, primer jefe del Batallón de Granaderos de Reserva, que fue detenido por el teniente Hilario Álvarez mientras dormía. En la mañana del 9 de octubre de 1820, la ciudad de Guayaquil había logrado su independencia de España. José Joaquín Olmedo asumió el mando político y Gregorio Escobedo el mando militar de la provincia. Con ello se inició la guerra de independencia de lo que hoy es la República del Ecuador.

### La provincia Libre de Guayaquil

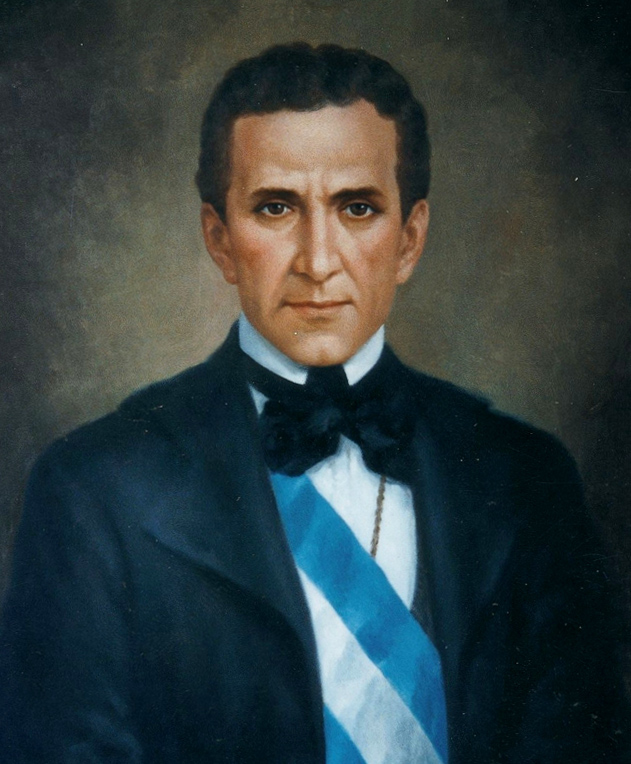
José Joaquín de Olmedo

Después de la revolución se lograría tomar control sobre Guayaquil sin embargo era necesario todavía tomar control sobre el resto de la provincia. Esto empezaría en los días siguientes donde se lograría control sobre Samborondón y Daule. De esta manera quedaría conformada lo que se llamaría después como "La Provincia Libre de Guayaquil". Sería pues un estado sudamericano que existiría entre 1820 y 1822 con el éxito de este movimiento separatista y la victoria sobre las tropas realistas que defendían a la monarquía española. La provincia libre tuvo un gobierno y una constitución provisionales hasta su anexión por la Gran Colombia en 1822 y tuvo además como su presidente a uno de los líderes de la revolución del 9 de octubre: José Joaquín de Olmedo. El sucesor de este estado sería el Departamento de Guayaquil, que formó parte de la Gran Colombia. La provincia española de Guayaquil estaba separada del Virreinato del Perú y en aquella época sólo dependía legalmente del tribunal de la Real Audiencia de Quito. Sin embargo durante las guerras de independencia debido a la Real Cédula de 1802, estos territorios estaban anexados al virreinato del Perú y no al de Nueva Granada, lo que tendría consecuencias posteriores.
Aproximadamente una década después, los Departamentos de Guayaquil, Azuay y Ecuador se separaron de la Gran Colombia formando el actual Ecuador. La Provincia Libre de Guayaquil comprendía los mismos territorios que la Gobernación de Guayaquil en la colonia española, incluyendo tierras desde Esmeraldas al norte y hasta Tumbes al sur, y entre el océano Pacífico al oeste y las estribaciones de la cordillera de los Andes al este. Abarcaba gran parte de la costa ecuatoriana, las actuales provincias ecuatorianas de Guayas, Santa Elena, Manabí, la mayor parte de las provincias de Los Ríos, El Oro, Cañar, parte del sur de Esmeraldas y Tumbes en el actual Perú.

### La Batalla de Camino Real

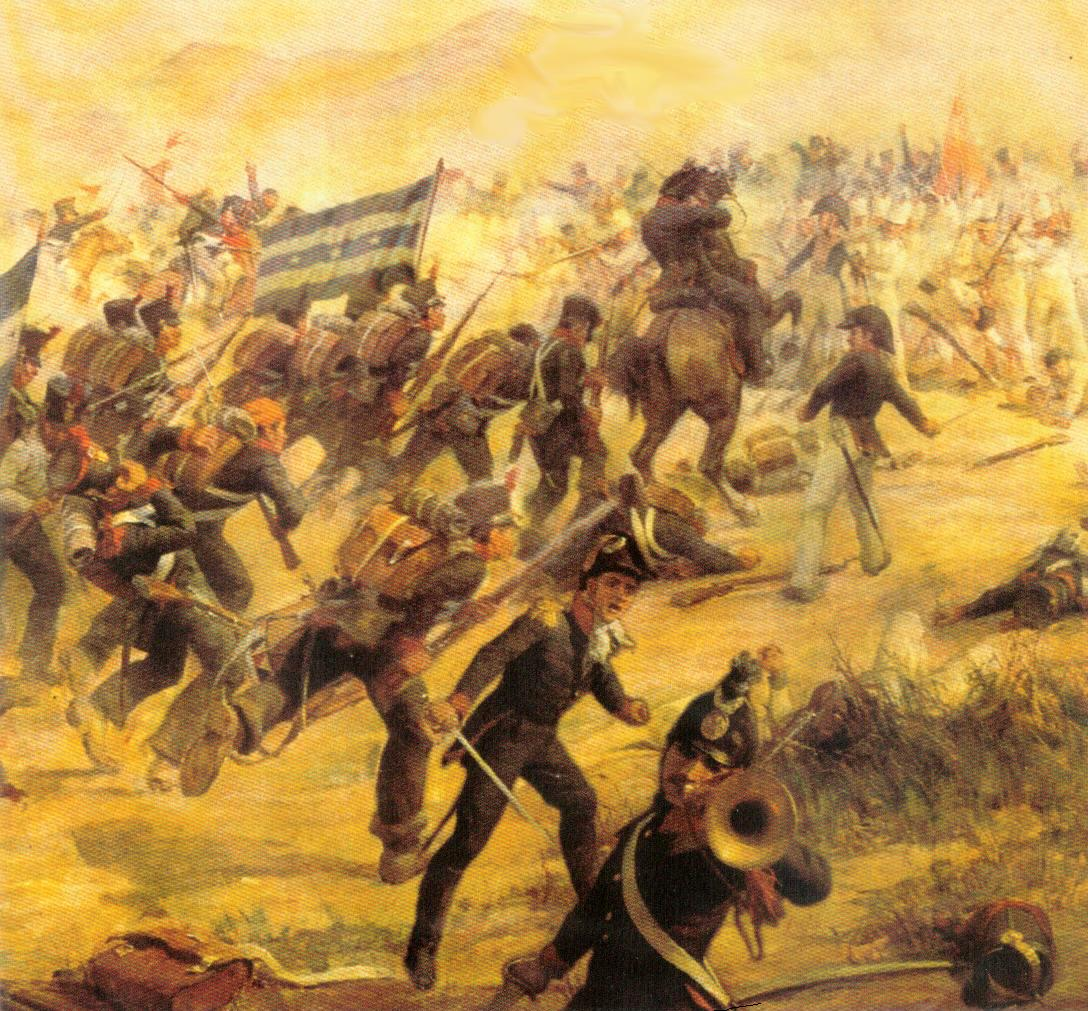
Batalla de Camino Real

Se llamó como División para la Protección de Quito a la unidad militar levantada y financiada en Guayaquil que tenía como objetivo avanzar sobre las ciudades de la sierra centro. Especialmente Guaranda y Ambato. Tenía la intención de atraer al movimiento independentista hacia esa zona y además cortar la comunicación entre Quito y Guayaquil para de esta forma desarticular al ejército realista y disminuir la posibilidad de un contraataque.
Tenía a Luis Urdaneta y León Febres-Cordero como los Coroneles de la División, quienes a su vez habían sido los cabecillas de la revolución del 9 de octubre en Guayaquil. Planificaron todo de tal manera que para el 7 de noviembre estaba lista la avanzada hacia los Andes. Su intervención fue un éxito en la batalla llamada de El Camino Real que es un paso estratégico en la vía de comunicación entre las ciudades de Guayaquil y Guaranda. Esto a su vez les permitiría tener la vía abierta hacia Guaranda y tomar la ciudad. Esta noticia logró que muchas ciudades de la sierra logren proclamar su independencia de manera rápida puesto que debilitó a las fuerzas realistas. Así Latacunga y Riobamba lo declararía el día  11 de noviembre y por su parte Ambato el 12 de noviembre de 1820. A mediados de ese mes noviembre, el dominio de las tropas realistas sobre el presidente se había reducido a Quito y sus alrededores en la sierra norte. Esto abriría espacio para las batallas que se librarían finalmente en las cercanías de Quito para lograr de una vez lo que los autores de las juntas autonomistas habían querido, la independencia.

### El inicio de la independencia de Quito

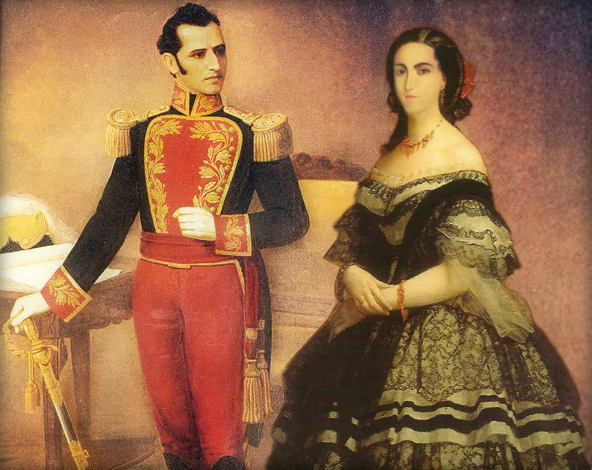
Antonio José de Sucre y Mariana Carcelén de Guevara

Hubo tres intentos militares para liberar el territorio de la Real Audiencia. La primera campaña fue llevada a cabo por el nuevo gobierno independiente de Guayaquil, que levantó un ejército con reclutas locales -tal vez 1.800 hombres- y en noviembre de 1820 lo envió hacia la sierra central, con el propósito de animar a otras ciudades a unirse a la causa independentista. Tras algunos éxitos iniciales, que incluyeron la declaración de independencia de Cuenca, el 3 de noviembre de 1820, los patriotas sufrieron una costosa derrota a manos del ejército realista en la Batalla de Huachi (22 de noviembre de 1820), cerca de Ambato, lo que obligó a los patriotas a retirarse a las tierras bajas de la costa. En febrero de 1821, Guayaquil empezó a recibir refuerzos, armas y suministros, enviados por Simón Bolívar, Presidente de la incipiente República de Colombia. En mayo de ese año llegó a Guayaquil el general de brigada Antonio José de Sucre, comandante en jefe de la División Sur del ejército colombiano y subordinado militar de mayor confianza de Bolívar. Debía asumir el mando general del nuevo ejército patriota e iniciar operaciones encaminadas a la liberación de Quito y de todo el territorio de la Real Audiencia de Quito. El objetivo político último de Bolívar era la incorporación de todas las provincias de la Real Audiencia a Colombia, incluida Guayaquil, aún indecisa entre unirse a Perú o a Colombia, y con una fuerte corriente de opinión favorable a la creación de su propia república. El tiempo era esencial, ya que era vital forzar la situación antes de que el general José de San Martín, que seguía luchando en Perú, pudiera llegar y presentar cualquier reclamación peruana sobre la importante ciudad portuaria. El avance de Sucre por los Andes comenzó en julio de 1821. Como había ocurrido en la primera campaña, tras algunos éxitos iniciales, Sucre fue derrotado por el ejército realista el 12 de septiembre de 1821, casualmente en el mismo lugar que la batalla anterior (dando lugar a una Segunda Batalla de Huachi). Esta segunda campaña llegó a su fin con la firma de un armisticio entre patriotas y españoles el 19 de noviembre de 1821.

### La Batalla de Pichincha del 24 de mayo de 1822

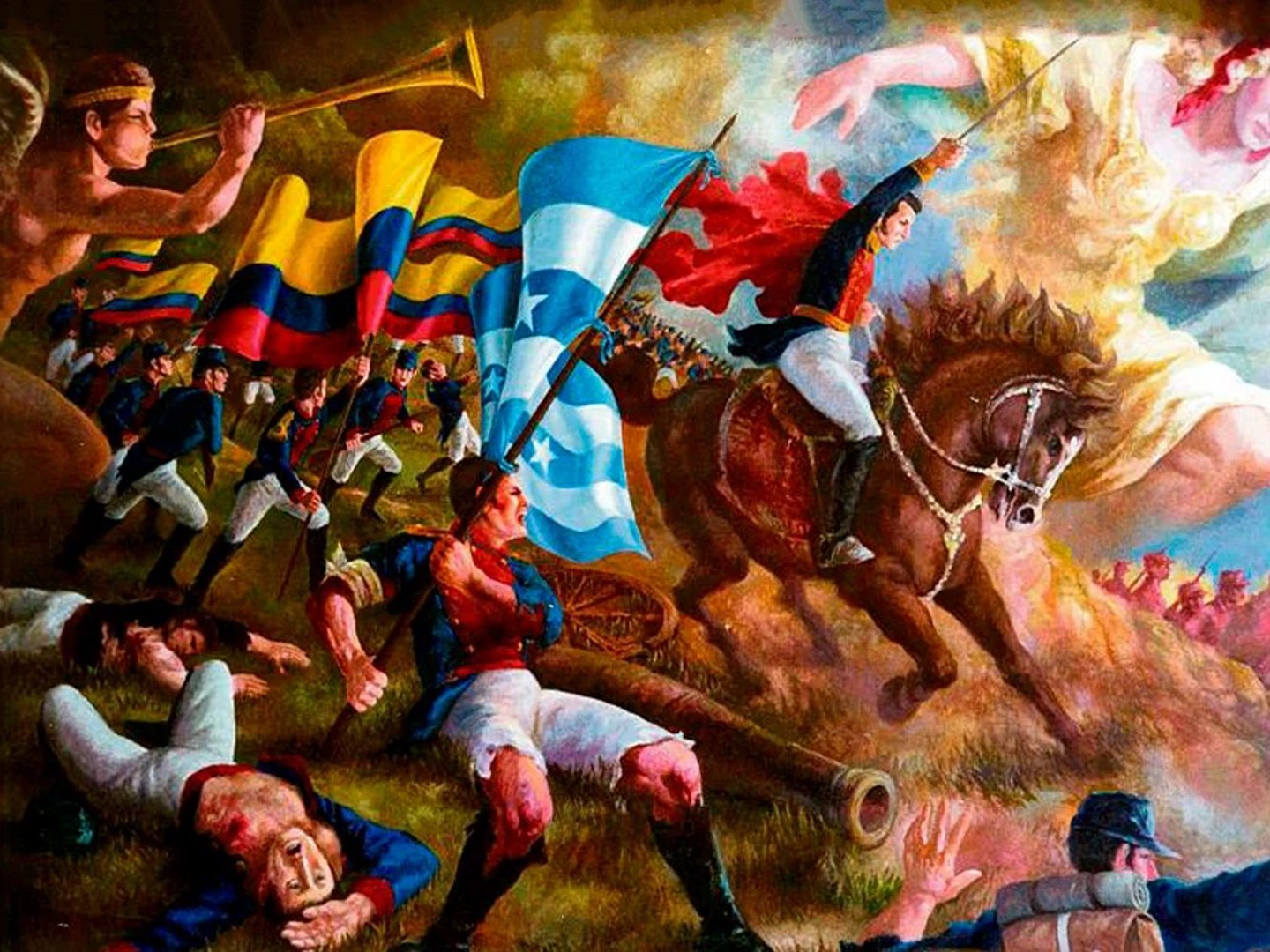
Batalla de Pichincha, con el teniente Abdón Calderón, del batallón Yaguachi, quien sostuvo la bandera celeste y blanca de Guayaquil durante el combate, a pesar de haber recibido varias heridas.

A principios de enero de 1822, Sucre abrió la nueva campaña. Su ejército contaba ahora con unos 1.700 hombres, entre veteranos de las campañas anteriores y reclutas novatos. Había hombres de las tierras bajas de la provincia de Guayaquil que habían sido liderados por Olmedo el 9 de octubre, había también voluntarios que habían bajado de las tierras altas, ambos contingentes pronto se organizarían en el Batallón Yaguachi; había colombianos enviados por Bolívar, soldados peruanos, varios oficiales nacidos en España y hombres que habían cambiado de bando; un batallón completo de voluntarios británicos (el Albión); e incluso un pequeño número de franceses. El 18 de enero de 1822, el ejército patriota marchó sobre Machala, en las tierras bajas del sur. El 9 de febrero de 1822, habiendo cruzado los Andes, Sucre entró en la ciudad de Saraguro, donde se le unieron los 1.500 hombres de la División Peruana, incluyendo tres escuadrones de caballería con 300 hombres y un regimiento de artillería bajo el mando del coronel altoperuano Andrés de Santa Cruz, el contingente prometido previamente por San Martín. Esta fuerza estaba compuesta en su mayoría por reclutas peruanos, con oficiales argentinos y chilenos. Frente a una fuerza multinacional de unos 3.000 hombres, el destacamento de caballería realista de 900 hombres que cubría Cuenca se retiró hacia el norte, perseguido a distancia por la caballería patriota. Cuenca fue así retomada por Sucre el 21 de febrero de 1822, sin que se disparara un solo tiro. Durante marzo y abril, los realistas continuaron su marcha hacia el norte, evitando con éxito la batalla con la caballería patriota. Sin embargo, el 21 de abril de 1822, tuvo lugar un feroz encuentro de caballería en Tapi, cerca de Riobamba. Al final del día, los realistas abandonaron el campo, mientras que el grueso del ejército de Sucre procedió a tomar Riobamba, permaneciendo allí hasta el 28 de abril, antes de reanudar el avance hacia el norte. El 2 de mayo de 1822, el grueso del ejército de Sucre había llegado a la ciudad de Latacunga, 90 km al sur de Quito. Allí procedió a volver a equipar a sus tropas y a llenar las filas con nuevos voluntarios de los pueblos cercanos, a la espera de la llegada de refuerzos, principalmente el Batallón colombiano del Alto Magdalena, y de nuevos datos sobre el paradero del ejército realista. Mientras tanto, Aymerich había establecido puntos fuertes y posiciones de artillería en los principales pasos de montaña que conducían a la cuenca de Quito. Sucre, empeñado en evitar un choque frontal en un terreno desfavorable, decidió avanzar por los flancos de las posiciones realistas, marchando por las laderas del volcán Cotopaxi para alcanzar el valle de Chillos, en la retaguardia de las posiciones de bloqueo realistas. El 14 de mayo, el ejército realista, intuyendo las intenciones de Sucre, comenzó a replegarse, llegando a Quito el 16 de mayo. Dos días después, y tras una marcha muy difícil, Sucre llegó a Sangolquí con la mayoría de sus batallones, declarándola parte de la Colombia independiente.

## Gran Colombia

### La llegada de Bolívar

Gran Colombia en 1826.

Aunque en el contexto general de las Guerras de Independencia, la Batalla de Pichincha es un enfrentamiento menor, tanto por su duración como por el número de tropas implicadas, sus resultados no fueron nada insignificantes. El 25 de mayo de 1822, Sucre y su ejército entraron en la ciudad de Quito, donde aceptó la rendición de todas las fuerzas españolas entonces asentadas en lo que el Gobierno colombiano denominó "Departamento de Quito", considerado por éste como parte integrante de la República de Colombia desde su creación el 17 de diciembre de 1819. Anteriormente, cuando Sucre había reconquistado Cuenca, el 21 de febrero de 1822, había obtenido de su Concejo local un decreto por el cual se proclamaba la integración de la ciudad y su provincia a la República de Colombia. Ahora bien, la rendición de Quito, que puso fin a la resistencia realista en la provincia norteña de Pasto, permitió a Bolívar bajar por fin a Quito, en la que entró el 16 de junio de 1822. En medio del entusiasmo general de la población, la antigua Provincia de Quito se incorporó oficialmente a la República de Colombia. Quedaba una pieza más del rompecabezas, Guayaquil, aún indecisa sobre su futuro. La orden que Sucre dio a Andrés de Santa Cruz para que la división peruana, permanezca fuera de la ciudad-puerto, lo que permitió la llegada de Bolívar y del victorioso ejército colombiano en la ciudad, forzando finalmente las manos de los guayaquileños, cuya junta de gobierno proclamó la Provincia de Guayaquil como parte de Colombia el 31 de julio de 1822. Y sin reclamo ni negociación alguna, a pesar de haber sido solicitada por el presidente Olmedo, a San Martín en la Conferencia de Guayaquil a fines de julio de 1822.

### La entrevista de Guayaquil

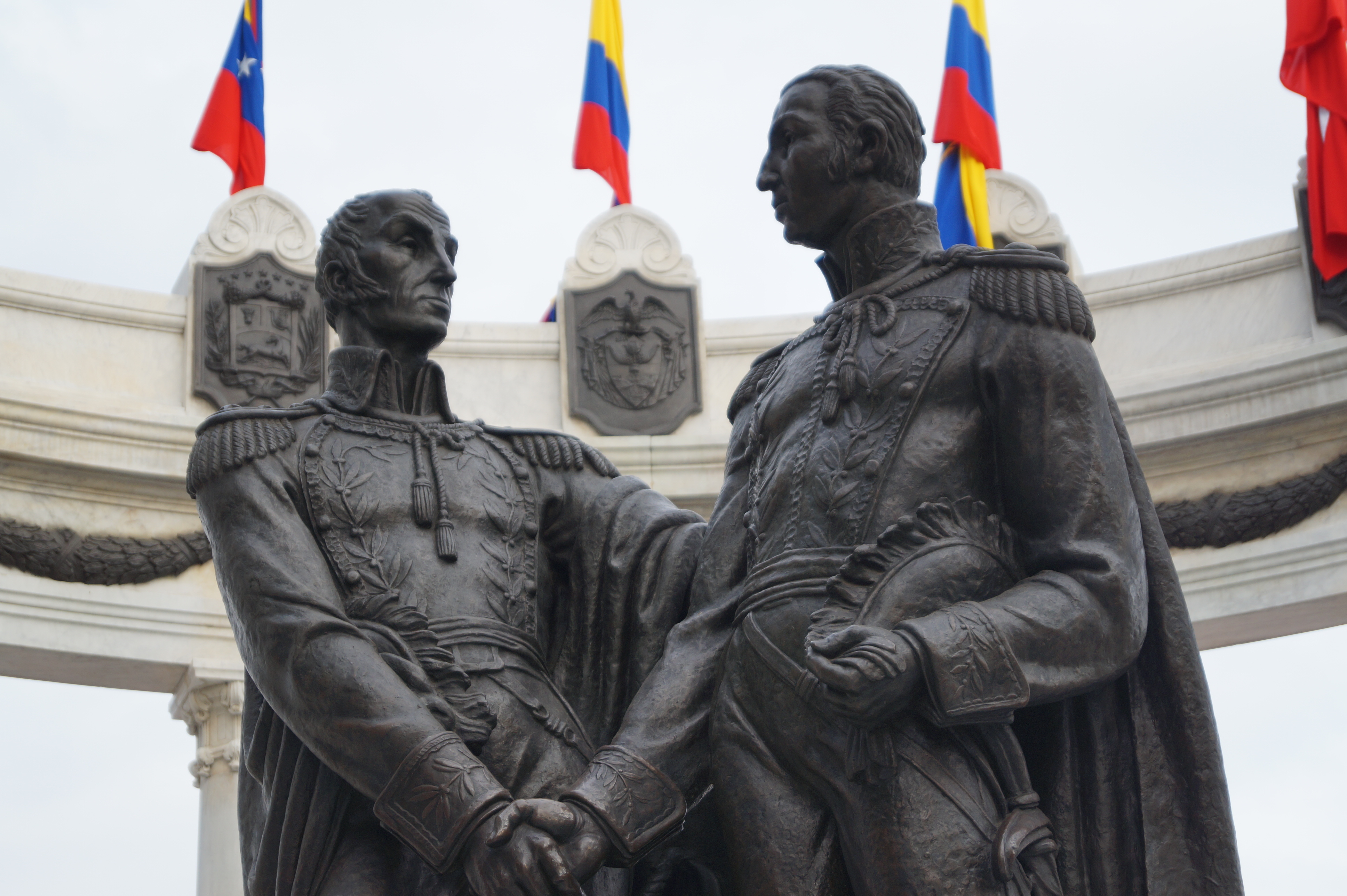
Hemiciclo de la Rotonda que representa la Entrevista de Guayaquil entre Simón Bolívar y José de San Martín.

La Conferencia de Guayaquil fue una reunión que tuvo lugar los días 26 y 27 de julio de 1822 en la ciudad portuaria de Guayaquil (hoy parte de Ecuador) entre los libertadores José de San Martín y Simón Bolívar para discutir el futuro de Perú y de Sudamérica en general. La conferencia se considera un punto de inflexión en el proceso de independencia de Sudamérica. Más de 1000 resúmenes fueron aceptados en la conferencia tanto en formato oral como póster.  El objetivo principal era definir cómo terminaría la guerra de independencia, dado que los realistas se estaban reorganizando. Y qué debería suceder con los nuevos países independientes para asegurar y consolidar la independencia sudamericana. Esto teniendo en cuenta que las campañas libertadoras tenían diferentes formas de ser llevadas a cabo por cada uno de sus líderes, siendo en el caso de la Gran Colombia una guerra declarada a muerte contra los realistas, que no aceptaba ambigüedades.
Otro objetivo fue tratar la soberanía sobre la Provincia Libre de Guayaquil, cuya capital, Guayaquil, siendo parte del Virreinato de Nueva Granada, fue liberada del dominio español en 1820 gracias al levantamiento de la guarnición de la ciudad, formada por el llamado regimiento "Granaderos de Reserva del Cuzco", integrado por realistas peruanos originarios del Cuzco y que habiéndose declarado independientes, mostraban fuertes vínculos con el Perú.

### El Departamento del Sur
Luego de finalizada la lucha independentista de Perú y pasada la amenaza española que llevó a los peruanos a solicitar la intervención de Colombia, las relaciones entre Colombia y Perú se fueron haciendo paulatinamente más tensas por las disputas territoriales, el deseo peruano de anexar Guayaquil, el desagrado de los peruanos a la intervención de Bolívar en los asuntos internos del Perú y su reclamo de Tumbes, Jaén y Maynas, territorios que Perú ocupaba y reclamaba, aunque al final de la época de la colonia estos habían pertenecido a la Real Audiencia de Quito. Los orígenes y primeras manifestaciones de la contienda se dieron seis años antes con el problema de a quién le correspondía la soberanía de la rica provincia de Guayaquil, el tema fue una espina entre las relaciones de ambas repúblicas, Colombia y Perú, puesto que fue anexada a la Gran Colombia el 31 de julio de 1822. El Perú había intervenido en Bolivia a principios de 1828 y se negaba a permitir la intervención de Colombia en los asuntos de la república altoperuana (algo parecido a lo que pasó en el mismo Perú bajo la presidencia de Bolívar). El 3 de junio de 1828, la Gran Colombia, por intermedio de Bolívar, le declaró la guerra a la República Peruana. En el transcurso de este conflicto, el Perú avanzó al interior del "Departamento del Sur" de Colombia, hasta cerca de la ciudad de Cuenca obteniendo decisivas victorias navales mientras que en Nueva Granada se vivía un estado de guerra civil con el alzamiento de los generales José María Obando y José Hilario López.  Sería en este contexto cuando se llevaría a cabo la conspiración Septembrina en Bogotá donde Manuela Sáenz le salvaría la vida a Simón Bolívar evitando que caiga preso del complot de sus nuevos adversarios. Esto a su vez le permitiría pacificarlos y después reorganizar las fuerzas, con lo que el ejército colombiano inició una ofensiva terrestre que culminó en la Batalla del Portete de Tarqui el 27 de febrero de 1829, con la victoria de las tropas colombianas del mariscal Antonio José de Sucre sobre la vanguardia peruana. El 28 de febrero se firmó el Convenio de Girón y el 22 de septiembre, el Tratado de Guayaquil, en aras de una salida diplomática, manteniéndose el statu anterior a la guerra.

### Crisis y propuestas de reformas a la Gran Colombia

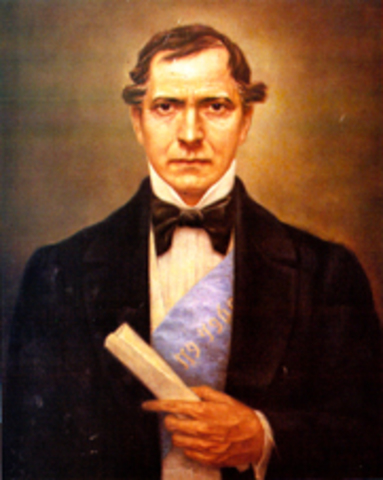
Vicente Rocafuerte

Durante todo este proceso, Vicente Solano a través de los periódicos que fundó empezaría a proponer reformas para la Gran Colombia además de polemizar, especialmente con José de Irrisari. Creía que Santander no tenía el apoyo suficiente para llevar el proyecto a cabo y que Bolívar debía regresar de sus campañas en Bolivia para administrar los territorios recién liberados. Por esta razón propuso Solano un "Imperio en los Andes" que sea una monarquía, eligiendo democráticamente al primer rey, siendo Bolívar probablemente el elegido. Posteriormente se seguiría con sucesión hereditaria, según su propuesta. Llegó a publicar un modelo de constitución en donde se detallaba sus ideas y razones. Sus propuestas fueron serias, sin embargo esto no se llevó a cabo.
Mientras tanto, Vicente Rocafuerte se reunía en Estados Unidos con el presidente James Monroe  para evitar que se reconozca a Agustín de Iturbide como Emperador y al régimen mexicano como imperial. Ahí publicaría el "Ensayo Político. El sistema Colombiano popular, electivo y representativo es el que más conviene a la América independiente". Sus acciones en Estados unidos serían exitosas puesto que logró que el canciller John Quincy Adams pospusiera el reconocimiento de Iturbide como Emeperador de México. Se quedaría entonces hasta 1824 en México con su hermana y sobrinos a partir de lo cual sería nombrado Ministro Plenipotenciario ante las Cortes de Dinamarca y Hannover. Esto le permitiría firmar el tratado de Navegación entre Inglaterra y México lo que a su vez posibilitó sacar un préstamo de la Casa Goldsmith que le daría a la Gran Colombia un monto total de 63 mil libras, de manera secreta, lo que después le granjearía críticas. Para justificar sus acciones escribió en 1829 un artículo “Exposición de las razones que determinaron a don Vicente Rocafuerte, Encargado de Negocios de los Estados Unidos mexicanos cerca de Su Majestad Británica, a prestar a la República de Colombia la suma de sesenta y tres mil libras en Febrero de 1826”. De la misma manera en 1827, Rocafuerte en sus escritos aconsejó a Bolívar una distribución territorial distinta de la Gran Colombia ya que hacerlo en tres departamentos llamados Venezuela, Cundinamarca y Quito sería fatal para la unidad de la nación. Estos, según argumentaba, eran lo suficientemente grandes como para considerarse autosuficientes, debilitar al gobierno central y aspirar a la autonomía. Al contrario, creía que se debía crear una República dividida en doce provincias de acuerdo a su geografía y condiciones. Esto sin embargo no sucedió, por lo que el proceso de disolución sería inminente. La relación entre Rocafuerte y Bolívar se enfriaría mucho, llegando este último a alertar a Flores, quien ya aspiraba a controlar el territorio del Departamento del Sur, que se cuide de Vicente Rocafuerte ya que tenía fama de ser un antimilitarista y opositor formidable, y que había terminado su participación en la independencia de México como ministro plenipotenciario y ahora regresaba a Sudamérica. De la misma manera, José Joaquín de Olmedo quien había dedicado el poema Canto a Bolívar en 1825, empezaría su oposición dos años más tarde y junto a Rocafuerte lideraría la rebelión del Departamento en contra de las políticas centralistas bolivarianas.

### La separación y el nacimiento de Ecuador
Fernando VII de España (izquierda) y José I Bonaparte, Pepe Botella (derecha), monarcas de España durante los sucesos independentistas.Con la crisis inminente, todo se agravaría a partir del asesinato de Antonio José de Sucre, quien sería fusilado en Berruecos. Simón Bolívar, al saber del asesinato, expresó en una carta: “...Yo pienso que la mira de este crimen ha sido privar a la patria de un sucesor mío...¡Santo Dios! ¡Se ha derramado la sangre de Abel!... La bala cruel que le hirió el corazón, mató a Colombia (La Gran Colombia) y me quitó la vida". Durante mucho tiempo se corrió la noticia de que fue el general Juan José Flores, compatriota y compañero de gestas independentistas, quien había ideado el crimen, debido a la simpatía del pueblo quiteño al Mariscal y la posibilidad de este, al radicarse en Quito con su esposa y su hija, de convertirse en el primer presidente del Ecuador. Esto no era descabellado ya que había sido anteriormente presidente de Bolivia y Perú. Sin embargo, más allá de la planificación, la estrategia era que si el Mariscal Sucre hubiese ido por Buenaventura, allí lo esperaba el general Pedro Murgueitio para darle muerte; si optaba por la vía de Panamá lo acechaba el general Tomás Herrera, y desde Neiva lo vigilaba el general José Hilario López, por lo que estaba completamente cercado. El 12 de mayo de 1830, el procurador general Ramón Miño dirigió un oficio al prefecto y comandante general Juan José Flores en la cual dejaba constancia la separación del Distrito del Sur. Flores, quien se había unido al proceso de independencia en 1824 como comandante general del ejército, aprobó la convocatoria a una asamblea popular al día siguiente en los salones de la Universidad Santo Tomás en Quito, en la cual se redacta el acta de creación del Estado del Ecuador y que confiere el rango de mandatario provisional al general Juan José Flores, como Jefe Supremo del Gobierno. El nuevo país se llamó Ecuador y no Quito como se referían usualmente a ese territorio en la colonia (Provincia de Quito) porque en esa época se estaba conmemorando el centenario de la Misión geodésica francesa, por lo que se optó por nombrar a la naciente república en honor a esa misión científica. Además, fue una manera de llegar a un acuerdo entre las tres regiones que conformaron los nuevos departamentos confederados de ese país: Quito, Guayaquil y Cuenca. En 1831 Flores intentaría anexar a Cauca al Ecuador, pero fue derrotado por Obando y debilitado por revueltas internas. Finalmente en 1832, el presidente anexaría las islas Galápagos y enviaría al general José de Villamil a que inicie su proceso de colonización. A partir de entonces, debido a que no se habría llegado a un acuerdo explícito sobre los límites de los nuevos países, se llevaría a cabo lo que se conoce como Conflicto limítrofe de Perú y Ecuador que disputó principalmente el control sobre los territorios que antes habían sido parte de las misiones de Maynas y que se había conformado años antes de la disolución del imperio español en la Comandancia General de Maynas.

## República
Durante la presidencia de Flores con la constitución de 1830 nacería el Estado ecuatoriano, sin embargo, sería después de su primer mandato, con la segunda constitución de 1835 que Vicente Rocafuerte crearía formalmente la República del Ecuador, con completa autonomía respecto de la Gran Colombia.
En 1840 España reconoce al Ecuador como nación independendiente, con la firma de un Tratado de Paz y Amistad entre ambas naciones.